# Ermordung der Zarenfamilie

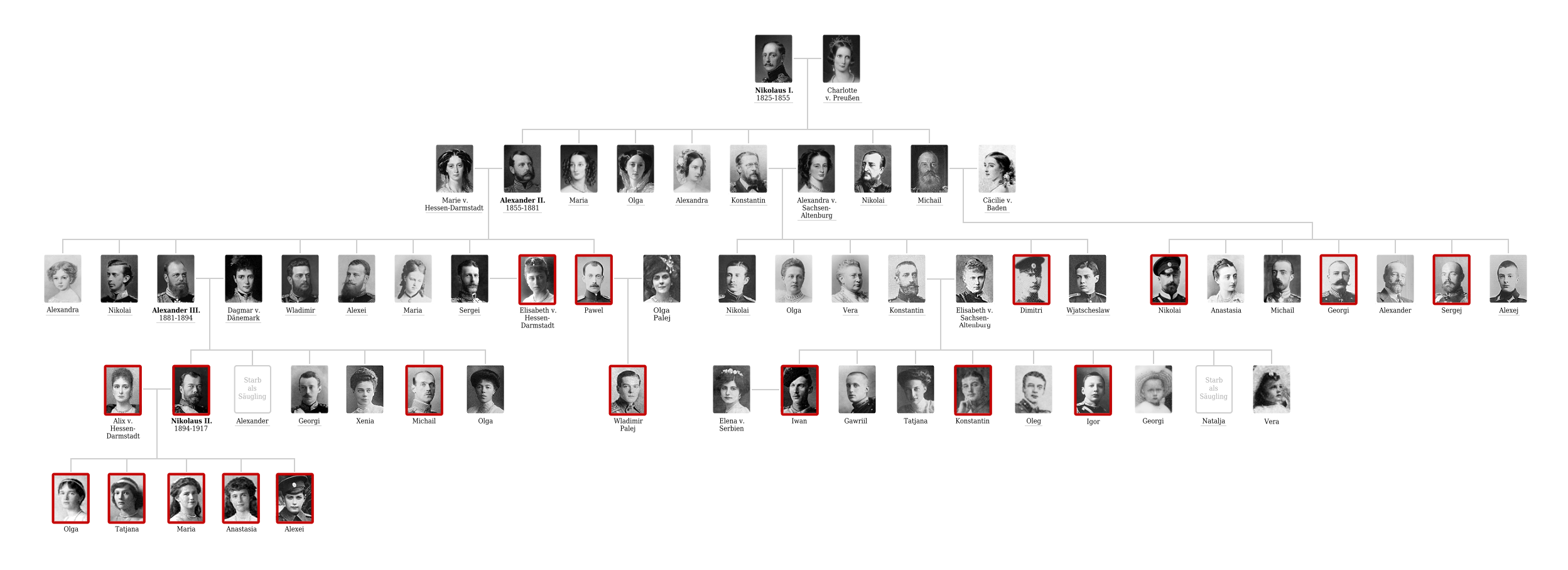
Von den Bolschewiki ermordete Romanows und Romanow-Angehörige (rot umrandet)

Die Ermordung der Zarenfamilie durch die Bolschewiki war ein Ereignis in der Zeit des Russischen Bürgerkrieges. Die Exekution des abgedankten Zaren Nikolaus II. selbst und seiner engsten Familie ereignete sich in der Nacht vom 16. auf den 17. Juli 1918 in Jekaterinburg. Zuvor war bereits am 13. Juni 1918 sein Bruder Großfürst Michail Alexandrowitsch getötet worden. Weitere Mitglieder des Hauses Romanow wurden in den folgenden Monaten an verschiedenen Orten Russlands ermordet. Der Zar und seine Familie wurden wie die übrigen Angehörigen des Hauses Romanow nicht zuletzt deshalb getötet, weil die Bolschewiki den „weißen“ Konterrevolutionären keine potentiellen Symbolfiguren überlassen wollten. Insgesamt wurden 18 Angehörige der Dynastie und viele weitere Personen aus ihrem persönlichen Umfeld von den Bolschewiki umgebracht, darunter Jelisaweta Fjodorowna, die Schwester der Zarin, und fünf weitere Romanows in der auf die Ermordung der Zarenfamilie folgenden Nacht. Am 29. Januar 1919 wurden die letzten vier in Haft befindlichen Romanows erschossen.

## Vorgeschichte

### Russland zu Beginn des 20. Jahrhunderts

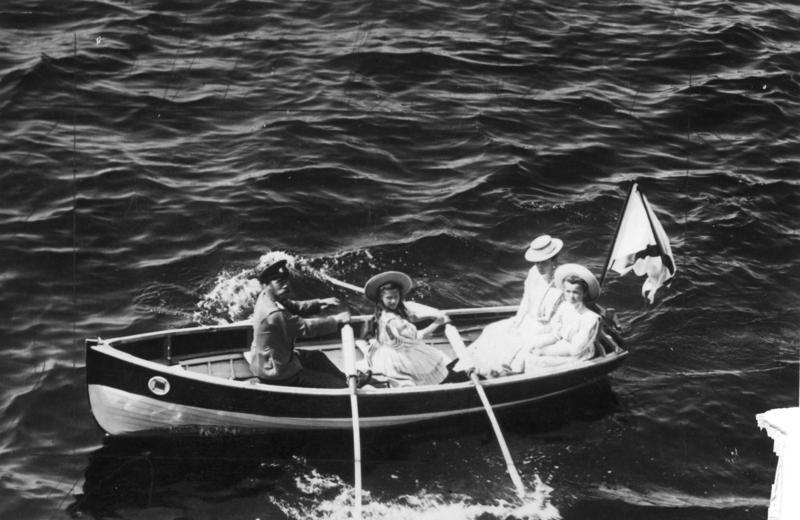
Nikolaus II., seine Frau Alexandra Fjodorowna und die Töchter Olga und Tatjana bei einem Bootsausflug in den finnischen Schären, 1909

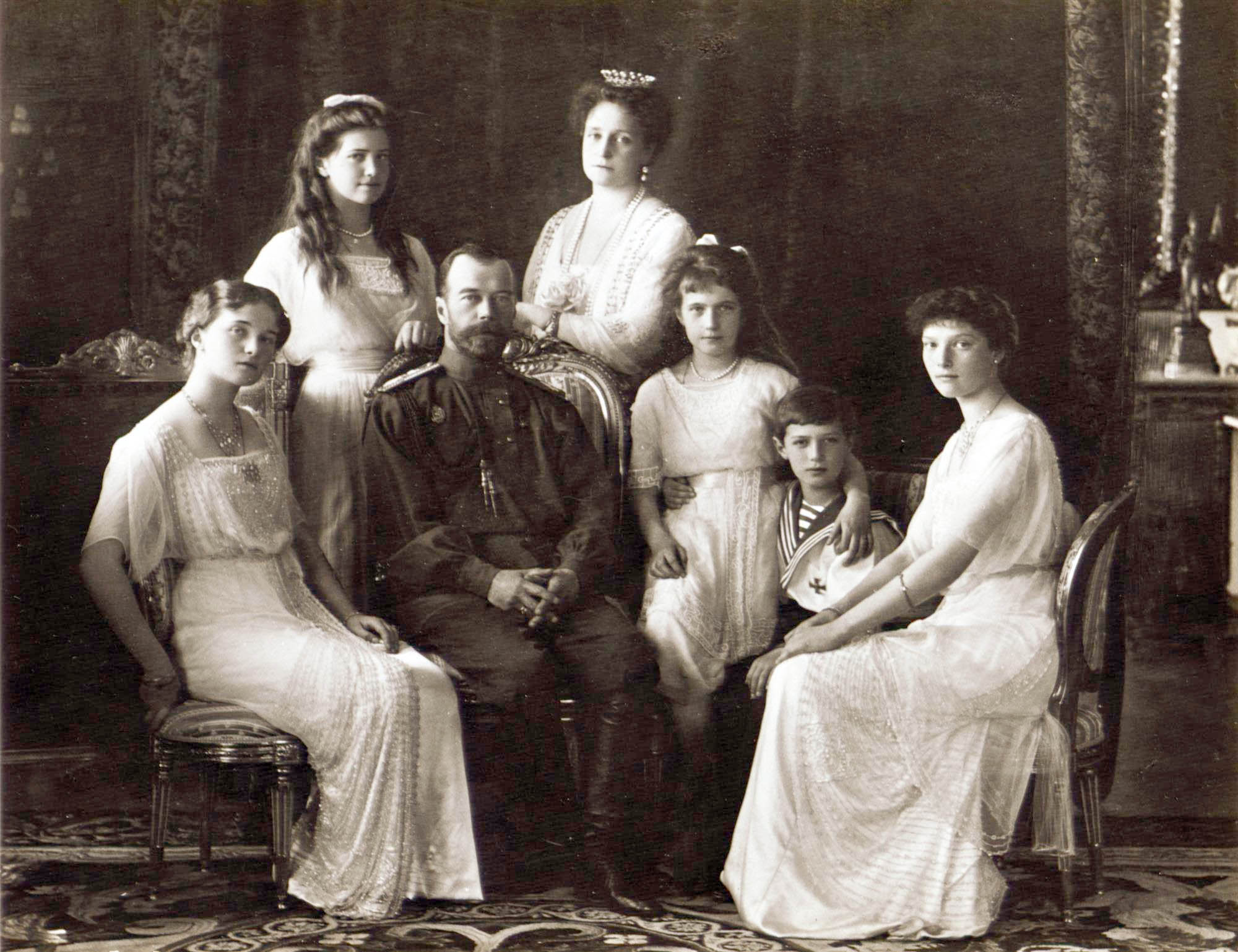
Russische Zarenfamilie, 1913

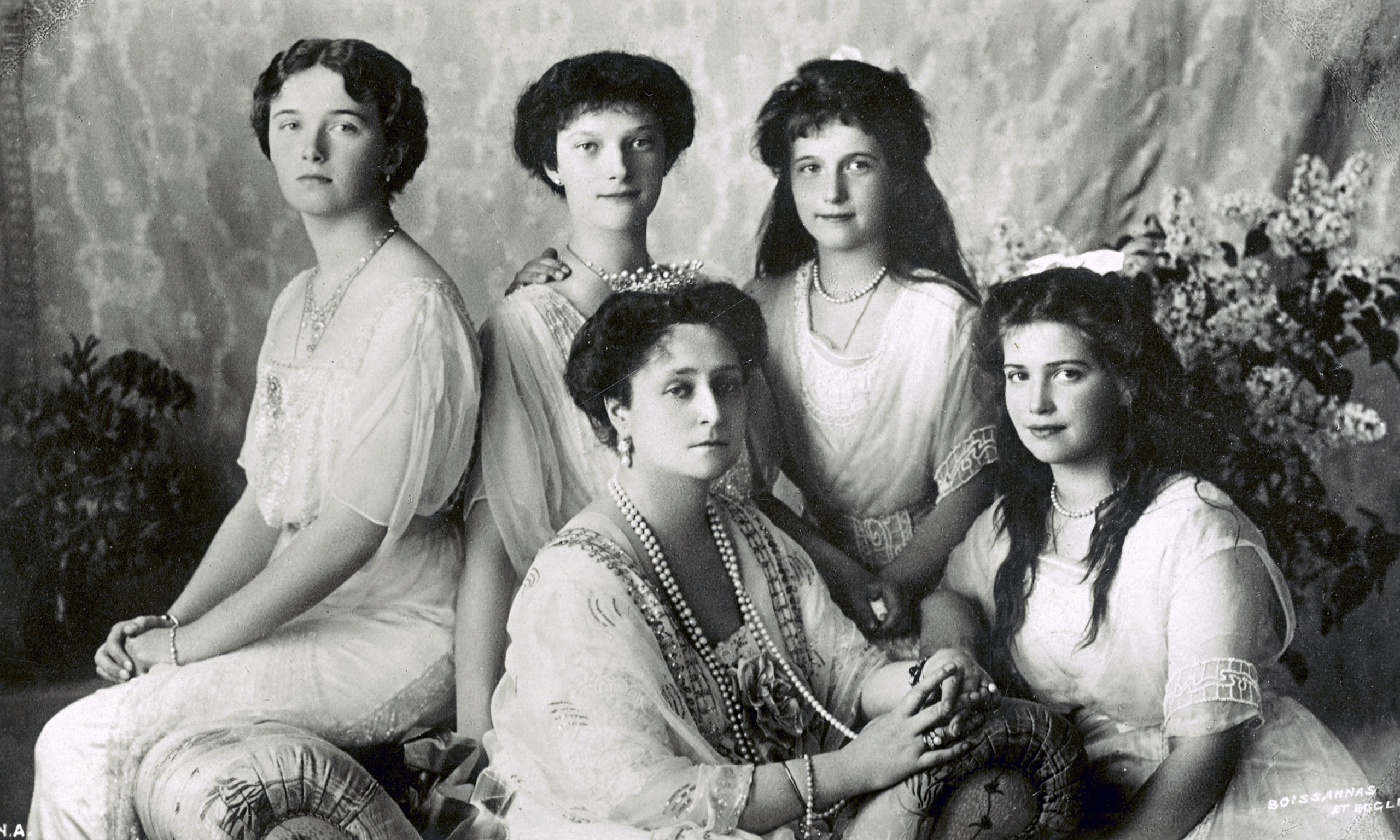
Alexandra (Mitte) mit ihren Töchtern Olga, Tatjana, Anastasia und Maria (von links nach rechts), 1913

Russland stand Anfang des 20. Jahrhunderts vor großen inneren Problemen. Die russischen Randprovinzen, wie zum Beispiel das Großfürstentum Finnland oder die Ukraine, widersetzten sich zunehmend der Russifizierungspolitik des Zaren. Bereits unter Alexander III. ging Russland dazu über, den Randprovinzen ihre Freiheiten zu nehmen. Dies führte zu starken Konflikten innerhalb des russischen Reiches.
Die Hoffnung auf Veränderungen, verbunden mit dem neuen Zaren Nikolaus II., der nach dem frühen Tod Alexanders III. im Jahre 1894 den Thron bestieg, erfüllte sich nicht. Nikolaus hielt wie sein Vater starr an der russischen Autokratie fest. In Russland herrschte ein Klima revolutionärer Stimmung. Die aufgestauten Aggressionen gegen die zunehmende Einschränkung der Autonomie in den Randprovinzen des Reichs traten bald offen zu Tage. Der russische Polizeistaat und die Autokratie wurden im einfachen Volk immer unbeliebter. Der Russisch-Japanische Krieg, der die revolutionäre Stimmung im Lande durch einen schnellen Sieg im Keim ersticken sollte, führte zum Gegenteil. Nach schweren Niederlagen der russischen Streitkräfte in Port Arthur und bei Mukden wurde das Zarenreich von der Revolution im Jahr 1905 ergriffen. Zunächst versuchten die Machthaber, den Aufstand niederzuwerfen. Nachdem zaristische Soldaten Demonstranten am so genannten Petersburger Blutsonntag niedergeschossen hatten, sah sich der Zar zu Veränderungen im Reich genötigt, um den Frieden wiederherzustellen. Nikolaus musste sich von der Autokratie teilweise verabschieden und einer gewählten Volksvertretung zustimmen. Im Oktobermanifest von 1905 berief er die erste Duma ein und ernannte Sergei Witte zum Ministerpräsidenten.
Russland wurde auch in den folgenden Jahren von Streiks heimgesucht. Die Lage im Land entspannte sich nur oberflächlich, und die Pressefreiheit nutzten die radikalen Kräfte, die Bolschewiki, zur Meinungsbildung. Die Regierung unter dem Premierminister Pjotr Stolypin konnte trotz guter Wirtschaftslage die Situation unter den Arbeitern und Bauern nicht sonderlich verbessern. Die Radikalisierung der Arbeiter schritt im ganzen Land voran, und die Regierung verlor die Kontrolle über das Land. Gleiches traf auf den Zaren Nikolaus II. und dessen Hof zu. Sie verspielten zunehmend ihr Ansehen in der Öffentlichkeit. Ohnehin nicht beliebt beim Volk, sank die Beliebtheit der Krone rapide, seit der Wunderheiler Grigori Rasputin am Hofe verkehrte. Seine Wirkung auf die Krankheit des Thronfolgers Alexei ließ ihn in der Gunst der Familie steigen. Rasputin schadete besonders der Beliebtheit der aus Deutschland stammenden Zarin Alexandra Fjodorowna. Die Ablehnung der breiten Masse, wie auch in Teilen der Zarendynastie selbst, führte zur weitgehenden Isolierung des Zaren samt seiner Familie. Sie zogen sich in ihre Paläste zurück und verloren den Bezug zu den Problemen der Bevölkerung. Im Ersten Weltkrieg wurde der Boden zum Sturz der Monarchie und der über 300 Jahre währenden Romanow-Dynastie in Russland gelegt.

### Russland während des Ersten Weltkrieges
Zur Entspannung der Eskalation in Europa während der Julikrise, die nach der Ermordung des österreichischen Thronfolgepaars einsetzte, konnte auch der Zar nichts beitragen. Durch die Teilmobilmachung der russischen Armee wurde der Konflikt noch angeheizt, und die Bündnistreue Deutschlands auf die Probe gestellt; im August 1914 begann der Erste Weltkrieg. Die russischen Truppen konnten gegen die deutsche kaiserliche Armee nicht bestehen und mussten bei Tannenberg eine empfindliche Niederlage hinnehmen. An der südlichen Front lief es gegen die österreichischen Truppenverbände besser. Im weiteren Verlauf des Krieges konnten die zaristischen Truppen jedoch kaum Erfolge vorweisen.
Der Kriegsausbruch hatte in Russland, wie in anderen beteiligten Ländern auch, zu einem Anstieg des Patriotismus geführt. Ähnlich wie in der deutschen Burgfriedenspolitik und der französischen Union sacrée kam es in Russland zunächst zur Zusammenarbeit zwischen der Regierung und der Duma, die durch den zunehmenden Misserfolg an den Fronten des Krieges jedoch wieder zerbrach. Die Duma fiel wieder auf ihr altes Ziel zurück, die Veränderung der Verfassung durchzusetzen. Die Dumamitglieder strebten in ihrer Mehrheit eine konstitutionelle Monarchie an.
Die Lage in der Hauptstadt Petrograd verschärfte sich weiter, nachdem Zar Nikolaus II. im August des Jahres 1915 den Oberbefehl über die Truppen von seinem Onkel Nikolai Nikolajewitsch übernahm. Eine Wende an der Front blieb trotz der erfolgreichen Brussilow-Offensive aus. Die Aufgabe erforderte es, dass sich Zar Nikolaus II. fast ausschließlich im Mogiljower Hauptquartier aufhielt, wodurch Alexandra Fjodorowna faktisch zur Regentin in Petrograd wurde. Unter dem Einfluss Rasputins traf sie umstrittene Entscheidungen und entließ eigenmächtig mehrere Minister. Am 1. November 1916 hielt der Außenminister Pawel Miljukow eine berühmte Rede, in der er mehrfach die rhetorische Frage „Was ist das? Dummheit oder Verrat?“ stellte. Er bezeichnete den Ministerpräsidenten Boris Stürmer als Günstling Rasputins und indirekt die Kaiserin Alexandra Fjodorowna als Landesverräterin. Stürmer musste zurücktreten, und Russland stand vor der Revolution.

### Februarrevolution und Abdankung

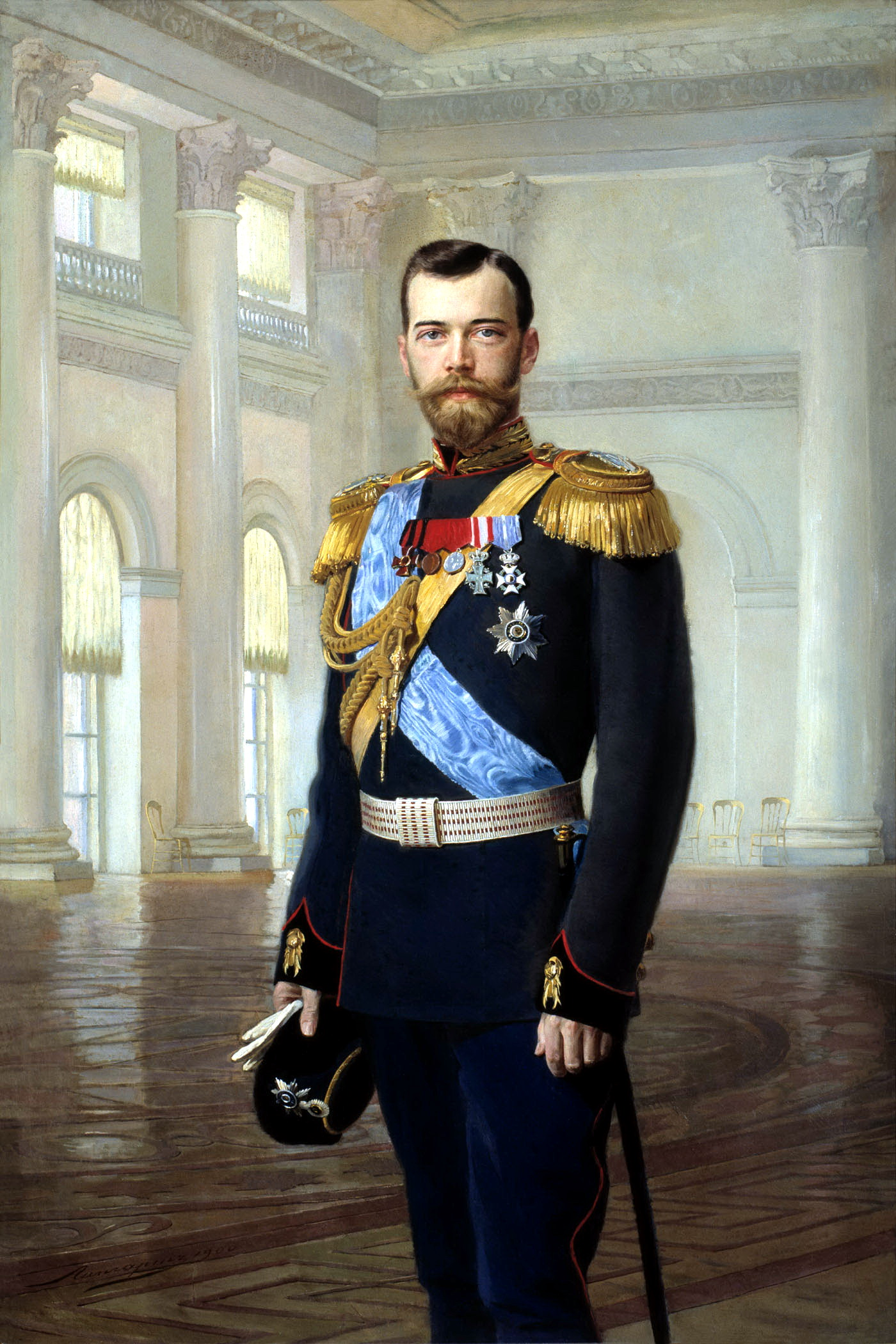
Nikolaus II. von Russland

Den Zaren holten im Verlauf des Krieges die inneren Probleme des Landes ein. Durch den Krieg war eine grundlegende Versorgung der Bevölkerung mit lebensnotwendigen Dingen nicht mehr gewährleistet, und die Inflation tat ihr Übriges. Immer mehr Menschen verarmten. Im November 1916 kam es zu ersten Unmutsbekundungen seitens der Bürger. In Teilen der Romanowfamilie bildete sich eine Opposition zum Zaren heraus, die begann, gegen die Zarin und Rasputin zu arbeiten. Duma und Regierung lagen seit Monaten im Streit, und auf der Straße häuften sich die Proteste.
In den Reihen der oppositionellen Familienmitglieder beschloss man die Beseitigung Rasputins. Felix Jussupow und Großfürst Dmitri Pawlowitsch waren maßgeblich an der Ermordung Rasputins im Dezember 1916 beteiligt. Die Zarin forderte die unverzügliche Hinrichtung der beiden Mörder, doch die Petersburger Behörden weigerten sich Festnahmen vorzunehmen, da sie die Tat als von der Bevölkerung gebilligt ansahen. Nach gerichtlicher Anhörung wurden beide Täter schließlich vom Zaren aus der Hauptstadt verbannt.
Hier begann die Lage außer Kontrolle zu geraten. In der Februarrevolution häuften sich die Demonstrationen in Petrograd. Nach anfänglichen Unmutsäußerungen über die Knappheit an Lebensmitteln kamen bald Streiks in den Fabriken hinzu, die Garnisonstruppen widersetzten sich den Befehlen und schlossen sich den Demonstranten an. Am 26. Februarjul. / 11. März 1917greg. löste der Zar die Duma auf, womit er auch die Abgeordneten gegen sich aufbrachte.
Die Revolution beschränkte sich in den ersten Februartagen auf Petrograd. Nachdem sich die Nachricht im russischen Reich verbreitete, kam es in anderen Städten ebenfalls zu Aufständen. Im Hauptquartier der Armee in Mogiljow wollte der Zar zunächst den Aufstand militärisch niederschlagen lassen; seine Generalität widersetzte sich und legte ihm den Thronverzicht nahe. Isoliert von den Petrograder Ereignissen und ohne Unterstützung in den eigenen Reihen und bei den Verbündeten, sah sich Nikolaus II. zur Abdankung gezwungen. Am 2.jul. / 15. Märzgreg. unterzeichnete er die Abdankungsurkunde. Nikolaus dankte, auch im Namen seines Sohnes Alexei, zugunsten seines Bruders Michail Romanow ab. So wurde die angestrebte Regentschaft Alexeis hinfällig.
Die Dumaabgeordneten überredeten nun auch Michail Alexandrowitsch zur Abdankung. Der Großfürst sah sich ohne Unterstützung und verzichtete am folgenden Tag, dem 3.jul. / 16. Märzgreg., ebenfalls auf den russischen Thron. Die Staatsform sollte auf einer konstituierenden Versammlung geklärt werden, nach dem Willen des Volkes. In den Tagen der Revolution ließen die Umstände keine Wahlen zu, daher blieb die Staatsform offen.
Die provisorische Regierung übernahm die Macht. Eine ihrer ersten Amtshandlungen war die Inhaftierung der Zarenfamilie im Alexanderpalast in Zarskoje Selo.

## Das Schicksal des Großfürsten Michail Romanow

### Hausarrest in Gattschina
Einen Tag nach der Abdankung des Zaren wurde im Petrograder Exekutivkomitee beschlossen, die Zarenfamilie zu inhaftieren. Gesondert wird im Bericht ein Beschluss zu Michail Alexandrowitsch, dem jüngeren Bruder des Zaren und somit möglichen Thronfolger, gefasst. In diesem heißt es, die faktische Inhaftierung des Großfürsten sei vorzunehmen. Der Großfürst Michail Romanow, seine Frau Natalija Brassowa, ihr gemeinsamer Sohn Georg Brassow und Natalijas Tochter Natalija (Tata) Mamontow aus erster Ehe standen unter der Aufsicht der revolutionären Armee.
Seit dem Frühjahr 1917, nach den anfänglichen Unruhen der Abdankung, konnte Michail Alexandrowitsch Romanow mit seiner Familie relativ unbehelligt in Gattschina leben, wenn auch unter ständiger Beobachtung der Regierungstruppen. Am 21. August 1917 wurde die vorhandene Bewegungsfreiheit vom Ministerpräsidenten Alexander Kerenski weitgehend eingeschränkt. Fortan standen der kurzzeitige Zar Michail Romanow und seine Frau Natalija Brassowa unter Hausarrest. Die Notwendigkeit für diesen Schritt lieferte aus Sicht der Regierung die Aufdeckung einer angeblichen Verschwörung monarchistischer Kreise, die mit dem abgedankten Zaren in Kontakt zu treten suchten.

### Verbannung nach Perm

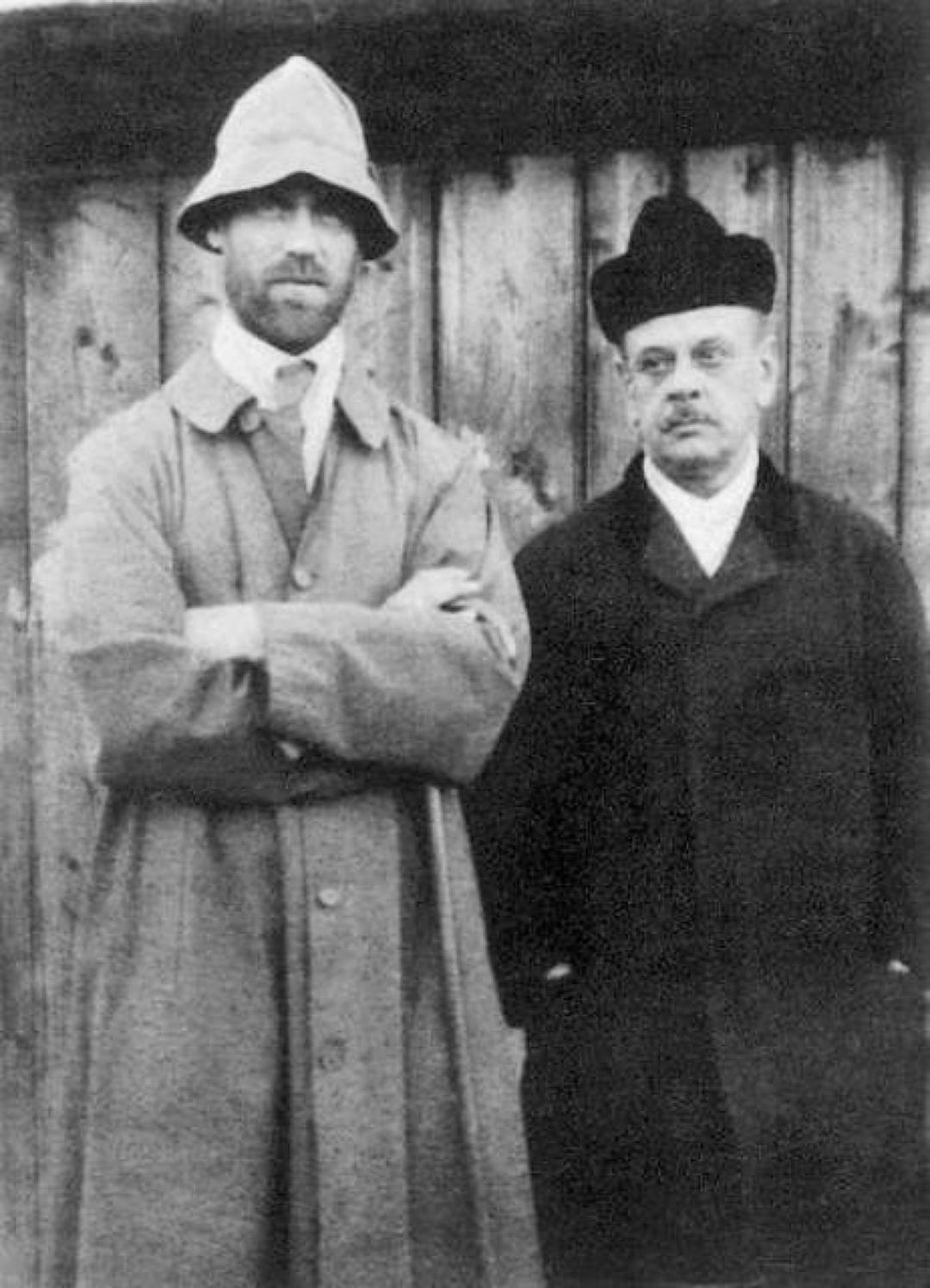
Michail Romanow (links) und Brian Johnson im April 1918 in Perm

Infolge des deutschen Vormarsches in Richtung Petrograd nach der Oktoberrevolution und aufgrund konterrevolutionärer Entwicklungen im Land wurde der Großfürst mit anderen Personen des alten Zarenregimes nach Perm in den Ural verbannt. Natalija Brassowa wurde verwehrt, ihrem Mann in die Verbannung zu folgen. Michail Romanow und sein Sekretär Brian Johnson erreichten Perm am 17. März 1918.
Quartier bezogen die Verbannten Michail Alexandrowitsch, Brian Johnson, Oberst Pjotr Snamerowski sowie die Diener Michails in einem Permer Hotel. Zunächst durften sie sich frei im Ort bewegen. Einzige Auflage war, täglich bei der örtlichen Tscheka zu erscheinen. Natalija Brassowa reiste nach Perm zu ihrem Mann, nachdem sie ihren gemeinsamen Sohn außer Landes geschafft hatte. Er gelangte über Deutschland nach Dänemark, wo ihn der dänische König Christian X. aufnahm. Natalijas Aufenthalt bei ihrem Mann war nur von kurzer Dauer, schon wenige Tage später reiste sie wieder in Richtung Moskau ab. Sie hatte den Entschluss gefasst, sich direkt bei Lenin für ihren Mann zu verwenden.

### Ermordung des Großfürsten und seines Sekretärs
Am Abend des 12. Juni 1918 wurde der Großfürst in einer als Festnahme getarnten Aktion aus seinem Quartier geholt, begleitet von seinem britischen Sekretär Brian Johnson. Die Permer Tscheka stellte die Aktion dar, als sei Michail Alexandrowitsch nebst Sekretär aus dem Hotel entführt worden. Eine Stunde nach dem vermeintlichen Verschwinden des Großfürsten wurde eine groß angelegte Suchaktion gestartet.
Andrei Markow, an der Vollstreckung des Befehls zur Entführung Michails beteiligt, war auch unmittelbar für die Liquidierung verantwortlich. Die von Markow angeführte Gruppe von Bolschewiki brachte den Fürsten und seinen Sekretär in Droschken aus der Stadt und fuhren mit ihnen in Richtung Motowilicha. Den Gefangenen wurde zur Beruhigung gesagt, dass sie erneut verlegt und aus dem Gebiet weggebracht würden. In einem Wald ließ Markow die Droschken stoppen, die Gefangenen aussteigen und erschoss sie am frühen Morgen des 13. Juni 1918. Die Toten wurden ihrer Wertgegenstände beraubt und im Waldboden verscharrt. Das Grab der beiden Ermordeten wurde bis heute nicht gefunden.

### Weitere Opfer
Um die Zeugen der nächtlichen Ereignisse zu beseitigen, nahmen die Tschekisten am 14. Juni, einen Tag nach der Mordaktion, den Diener Michails, Tschelyschew, seinen Fahrer Borunow sowie Oberst Pjotr Snamerowski, unter dem Vorwurf einer Beteiligung an der vermeintlichen Entführung des Großfürsten fest. Zudem wurde auch der Hotelverwalter Saposhnikow festgenommen.
Außerdem wurde eine formale Untersuchung zur Aufklärung der Flucht Michael Romanows eingeleitet, die für seine Verwandten noch Konsequenzen haben sollte. Nach der Beseitigung der Spuren sahen die Bolschewiki die Tat als ausreichend vertuscht an. Die Inhaftierten wurden später ermordet.

### Nachwirkungen
Die Presse berichtete unter anderem, dass sich der Großfürst den weißen Truppen angeschlossen hätte und bereits ein Manifest an das Volk gerichtet habe. Derartige Meldungen fanden große Beachtung in der Presse und im einfachen Volk, so dass sich die Bolschewiki genötigt sahen, die erneute Festnahme Michail Alexandrowitschs bekannt zu geben und im Winter 1918 schließlich dessen Erschießung.
Die Ermordung Michail Alexandrowitsch Romanows, der von seinem Bruder Nikolaus den Thron für einen Tag geerbt hatte, bildete den Auftakt zu den Verbrechen der Bolschewiki an der Dynastie der Romanows. Es folgten die Morde von Jekaterinburg, Alapajewsk und Petrograd.

### Schicksal der Familie Michails
In Moskau traf Natascha Brassowa mit Lenin zusammen und verwendete sich für ihren nach Perm verbannten Mann. Ohne Erfolg reiste sie aus Moskau ab, um ihre Tochter aus erster Ehe Nathalie, genannt Tata, in Petrograd zu besuchen. Dort wurde sie am 13. Juni festgenommen. Nach dreimonatiger Inhaftierung gelang ihr mit der Hilfe des Festungsarztes die Flucht.
Am 7. September wurde Tata wegen des Verschwindens ihrer Mutter festgenommen, jedoch bereits am 10. September wieder freigelassen. Mutter und Tochter tauchten unter und flüchteten vor den Bolschewiki in die von den Deutschen besetzte Volksrepublik Ukraine. Nach Kriegsende drohte ihnen erneut Gefahr von den Bolschewiki, und sie flohen nach Odessa. Dort gelang ihnen an Bord eines britischen Kriegsschiffs im April 1919 die Flucht nach Großbritannien.

## Die Ereignisse um Nikolaus II.

### Inhaftierung im Alexanderpalast

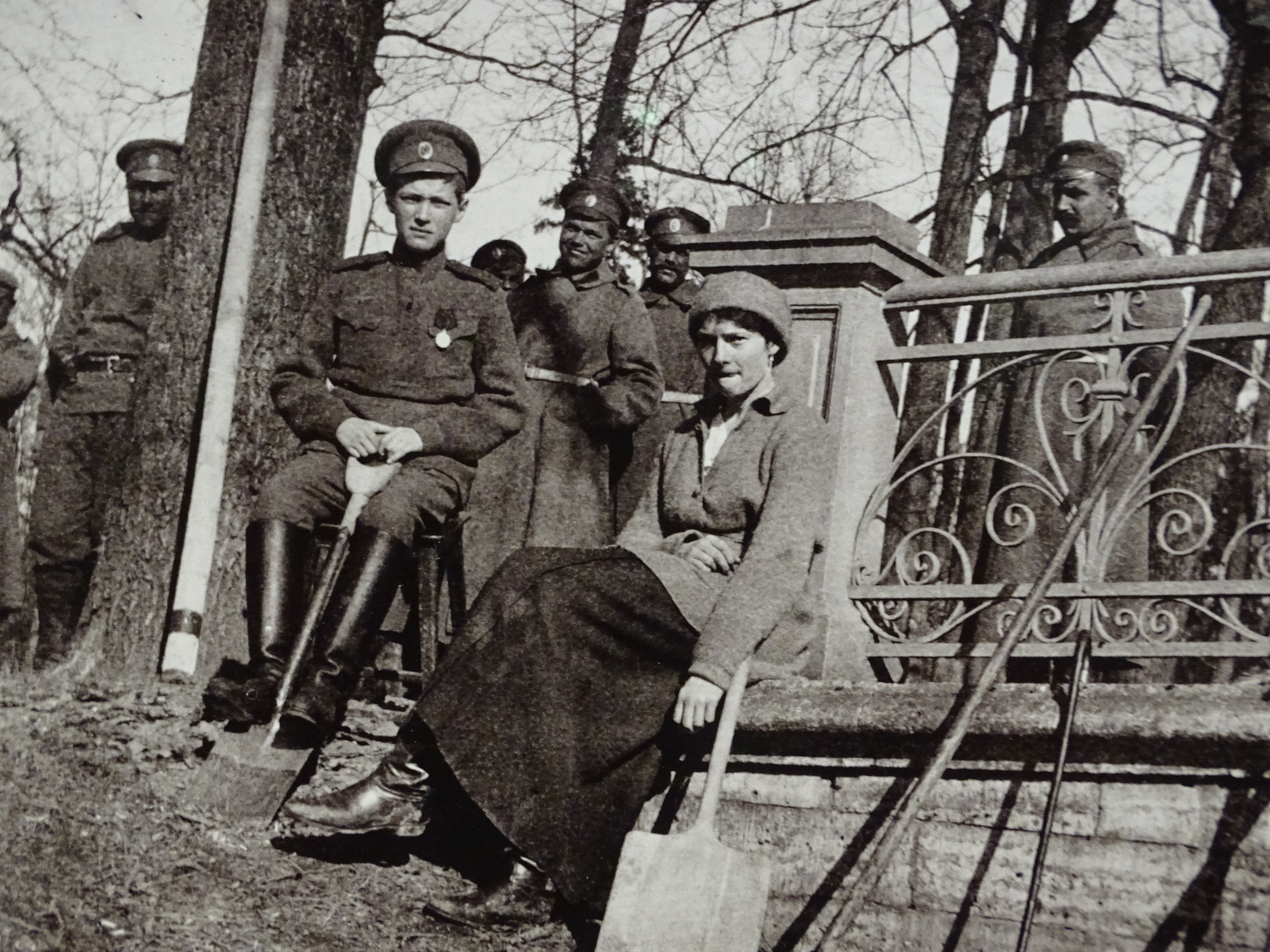
Alexei und Tatjana mit Schaufeln im Park von Zarskoje Selo, bewacht von russischen Soldaten

Nach seiner Abdankung kehrte Nikolaus II. am 9. März 1917 zu seiner Frau Alexandra Fjodorowna und seinen Kindern Olga, Tatjana, Maria, Anastasia und Alexei nach Zarskoje Selo zurück. Dort wurde die Zarenfamilie samt ihrem Gefolge unter Hausarrest gestellt. Abgesehen von der eingeschränkten Bewegungsfreiheit hatte die Familie wenig Entbehrungen zu erleiden. Man vertrieb sich die Zeit mit Gartenarbeit und kurzen Spaziergängen im Garten des Alexanderpalastes.
Die Regeln des Hausarrests wurden mit der Zeit verschärft. Der erste Schlosskommandant von Kotzebue pflegte ein nachsichtiges Verhältnis zu den im Alexanderpalast Internierten. Er wurde das erste Opfer von Denunziationen. Ihm wurde von offizieller Seite vorgeworfen, er verkehre stundenlang mit Anna Wyrubowa, der Hofdame der Zarin. Der Justizminister der provisorischen Regierung Kerenski ersetzte von Kotzebue durch Korowitschenko. Außerdem ließ er die Hofdamen der Zarin, Anna Wyrubowa und Lili Dehn, festnehmen. Die Trennung von ihrer langjährigen Hofdame und Freundin traf Alexandra Fjodorowna sehr schwer. Anna Wyrubowa wurde der Spionage für den Kriegsgegner Deutschland bezichtigt, in der Peter-und-Paul-Festung inhaftiert und vernommen. Die Anschuldigungen hielten einer genauen Überprüfung nicht stand, und Anna Wyrubowa durfte das Gefängnis verlassen. Sie flüchtete nach der Oktoberrevolution vor den Bolschewiki über den Meerbusen nach Finnland und fand Zuflucht in einem Kloster.
Mitte August 1917 änderten sich die Umstände für die Familie. Der Ministerpräsident Alexander Kerenski war um die Sicherheit des ehemaligen Zaren besorgt. Aufgebrachte Bolschewiki erwogen eine Erstürmung des Palastes, um am Zaren Vergeltung zu nehmen. Solche Versuche hatte es bereits gegeben. Die ersten Überlegungen der provisorischen Regierung zielten darauf ab, den Zaren ins Exil zu schicken. Nikolaus’ Vetter mütterlicherseits, König Georg V. von Großbritannien, bot dem Zaren zunächst Asyl in Großbritannien an, musste aber aufgrund des Drucks seiner Regierung das Angebot zurückziehen. Mitglieder der königlichen Familie fürchteten ebenfalls, die unbeliebte Zarenfamilie könnte auch in Großbritannien zum Anlass einer Revolution werden.
Nikolaus sowie Alexandra Fjodorowna äußerten nie den Wunsch, ins Exil zu gehen. Kerenski deportierte die Romanows samt ihrem Gefolge nach Sibirien. Um 5:50 Uhr am Morgen des 31. Juli 1917 ging es per Zug nach Tjumen (Ankunft am 2. August) und von dort per Schiff flussaufwärts nach Tobolsk, in ein Gebiet, das weit von der Front und der Hauptstadt entfernt lag und somit als sicher galt.

### Verbannung in Tobolsk

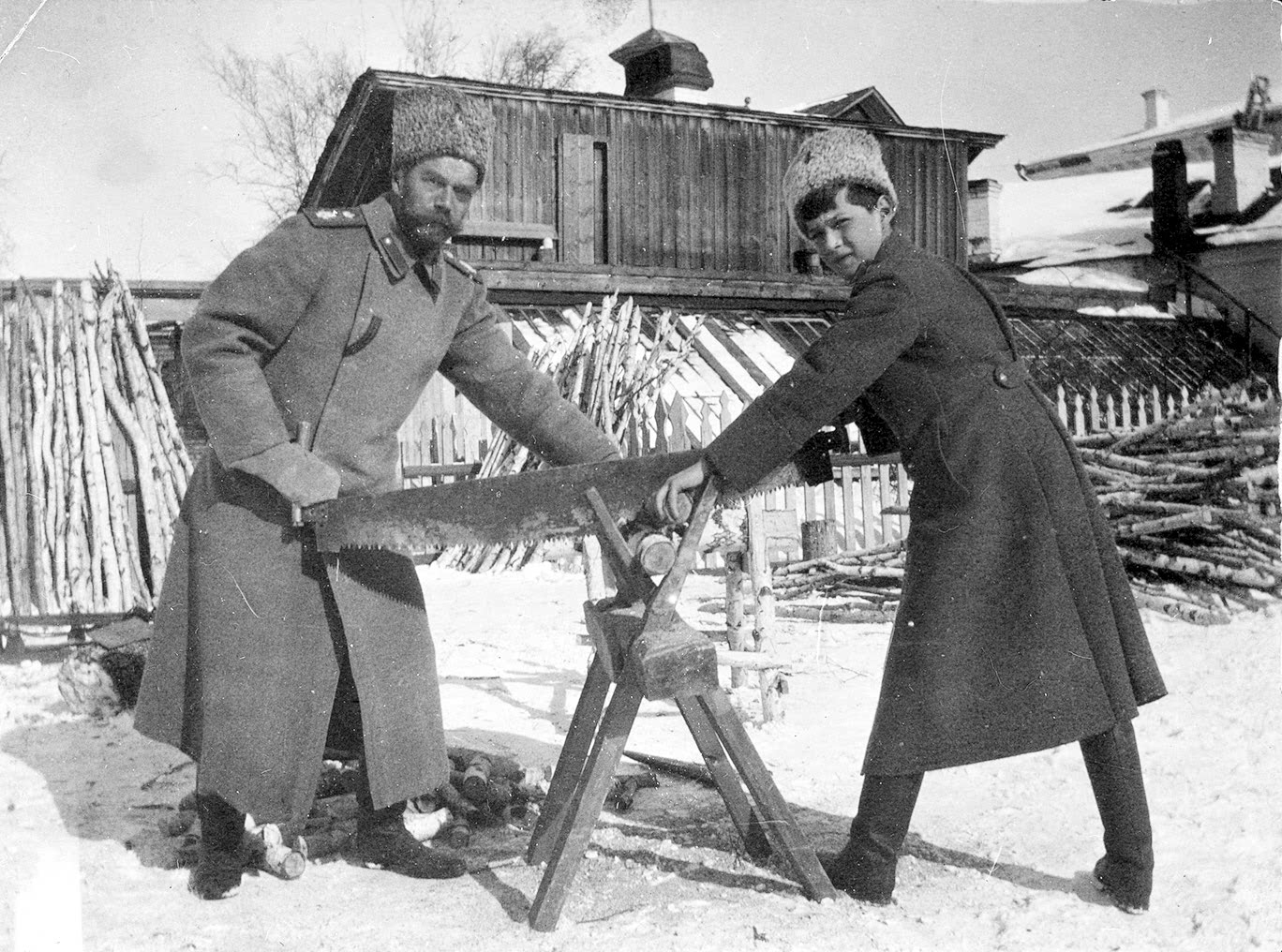
Nikolaus II. und sein Sohn Alexei beim Holzsägen in Tobolsk

Die Familie wurde nach Sibirien verbannt, das seit jeher die Verbannungsstätte des Zarismus gewesen war. Offiziell evakuierte die Regierung die Familie, um die Situation in Petrograd zu entschärfen. In Tobolsk wurde die Familie samt Gefolge im einstigen Gouverneurshaus, mit dem Namen Haus der Freiheit, untergebracht, das von ehemaligen Schützen der Zarenfamilie bewacht wurde, die für diesen Zweck vom Alexanderpalast abkommandiert wurden. Der Sturz der Kerenski-Regierung am 25. Oktoberjul. / 7. November 1917greg. und die damit einhergehende Machtübernahme der Bolschewiki verschlechterte die Situation für die Verbannten. In den ersten Monaten des Jahres 1918 schränkten die neuen Machthaber sämtliche Freiheiten zunehmend ein. Das Klima zwischen Bewohnern und Bewachern verschlechterte sich.

### Geplanter Prozess
Ursprünglich planten die Bolschewiki, den ehemaligen Zaren vor ein Gericht zu stellen. Er sollte in einem großen Schauprozess für seine Verbrechen am russischen Volk gerichtet werden, ähnlich wie einst in der Französischen Revolution König Ludwig XVI. von Frankreich verurteilt wurde. Der Prozess sollte in Moskau stattfinden, der neuen Hauptstadt Sowjetrusslands, und für die Anklage war Leo Trotzki vorgesehen. Da der geplante Prozess die Anwesenheit des Zaren in Moskau verlangte, beauftragte Jakow Swerdlow den Sowjetkommissar Wassili Jakowlew mit den Planungen für die Überführung Nikolaus II. nach Moskau. Anfang April 1918 erhielt Jakowlew den Auftrag, die gesamte Familie nach Moskau zu bringen. Jakowlew begab sich nach Tobolsk, um der Familie den Beschluss mitzuteilen. Er plante, die Familie über Jekaterinburg nach Moskau zu bringen. Der Umweg über Jekaterinburg war seines Erachtens nötig, um die dortigen Bolschewiki nicht zu beunruhigen, da sie für eine sofortige Liquidierung des Zaren eintraten. Angesichts der instabilen Lage – die Tschechoslowakische Legion hatte sich erhoben, deutsche Truppen standen immer noch im Land, Sozialrevolutionäre verübten Attentate, gerüchteweise gab es auch monarchistische Verschwörungen – entschied Lenin aber gegen einen solchen Prozess. Er hielt es für sicherer, den ehemaligen Zaren zu erschießen, damit er nicht den Gegnern in die Hände fallen und von diesen als Symbol verwendet werden konnte.

### Verlegung nach Jekaterinburg
Die Fahrt nach Jekaterinburg gestaltete sich schwierig. Hauptgrund für die Verzögerung war die Transportunfähigkeit des Thronfolgers Alexei, der an einem erneuten Ausbruch seiner Hämophilie litt. Der Rat der Volkskommissare in Moskau änderte daraufhin die Anweisung für Jakowlew, der nun mit dem Zaren alleine Tobolsk verlassen sollte.
Die Zarin Alexandra Fjodorowna bestand allerdings darauf, ihren Mann zu begleiten. Die Verantwortlichen entsprachen der Bitte. Alexandra beschloss, ihre Tochter Maria ebenfalls mitzunehmen, während sich die anderen Töchter um den kranken Alexei kümmern sollten. Mit den drei Romanows reisten das Zimmermädchen Anna Demidowa, der Fürst Wassili Dolgorukow, der Leibarzt Jewgeni Botkin und Nikolaus’ Diener Tschemodurow nach Jekaterinburg. In der Nacht des 25. April 1918 brach der Tross auf und verließ Tobolsk.

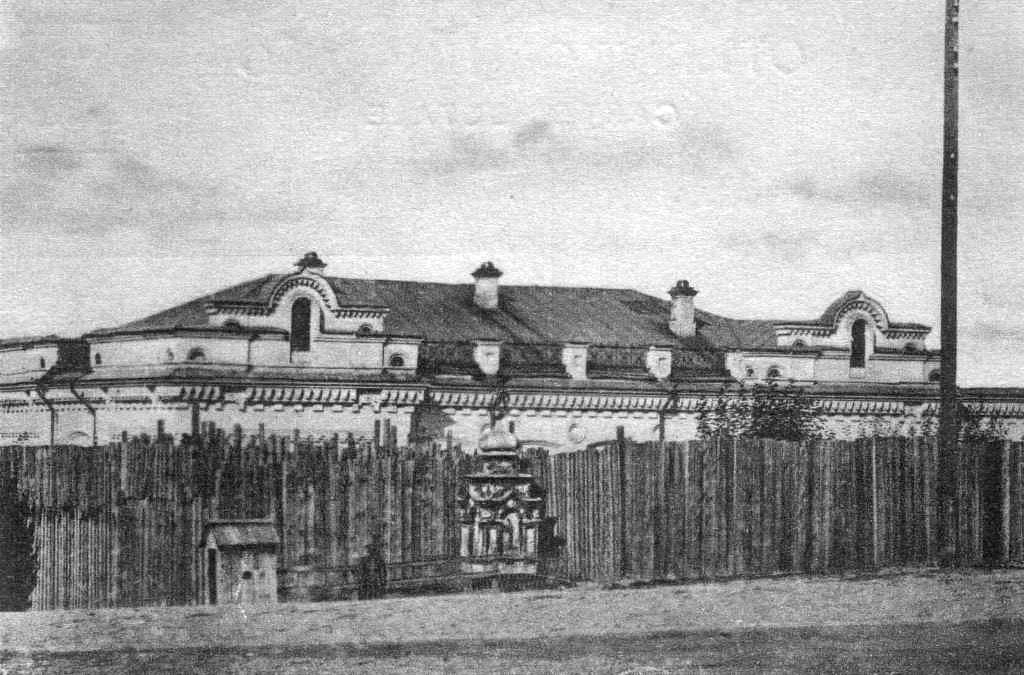
Das eingeschanzte Ipatjew-Haus, 1918

Die Romanows erreichten Jekaterinburg am 30. April. Ein Zwischenfall ereignete sich am Bahnhof, wo eine aufgebrachte Menge die Romanows erwartete und die sofortige Unterbringung im Quartier verhinderte. In der Nacht wurden die Romanows schließlich in ihre neue Unterkunft gebracht. Die Bolschewiki hatten für die Familie das Haus des Ingenieurs Ipatjew requiriert. Eilig errichteten sie einen mannshohen Bretterzaun um das Anwesen, das von ihnen Haus zur besonderen Verwendung genannt wurde. Bald darauf wurden auf dem Dach Maschinengewehre in Stellung gebracht.
In diesem Haus herrschte ein für die Romanows strenges und demütigendes Regime. Um die Gefangenen von der Außenwelt abzuschneiden, waren keine Ausgänge in die Stadt erlaubt und nur kurze Aufenthalte im kleinen Garten des Hauses gestattet. Später wurden sogar die Fensterscheiben mit weißer Farbe gestrichen, damit die Inhaftierten völlig isoliert waren.
Der in Tobolsk zurückgebliebene Teil der Familie und die restliche Dienerschaft trafen am 23. Mai in Jekaterinburg ein. Sie wurden vom Vorsitzenden des Gebietssowjets Alexander Beloborodow in Empfang genommen und zum Ipatjew-Haus überführt. Von den Personen, die sich zusammen mit den Kindern aus Tobolsk aufgemacht hatten, um zur Zarenfamilie zu gelangen, wurden nur wenige vorgelassen. Ins Haus zur besonderen Verwendung durften nur die Zarenkinder sowie der Koch Charitonow und sein Neffe Leonid Sednew. Am folgenden Tag wurden außerdem der Matrose Klimenti Nagorny und Nikolaus’ Lakai Trupp zur Familie vorgelassen, allerdings musste Nikolaus’ alter Kammerdiener Tschemodurow das Haus verlassen.
Den Kammerdiener und das restliche Gefolge inhaftierten die Bolschewiki im örtlichen Gefängnis.

### Die Mordnacht
Am 4. Juli 1918 übernahm die Jekaterinburger Tscheka unter ihrem Leiter Jakow Jurowski die Bewachung der Romanows. Auf keinen Fall sollten sie den herannahenden Weißen Truppen in die Hände fallen. Die Bolschewiki wollten den Weißen keine Symbolfigur für eine etwaige Konterrevolution überlassen.

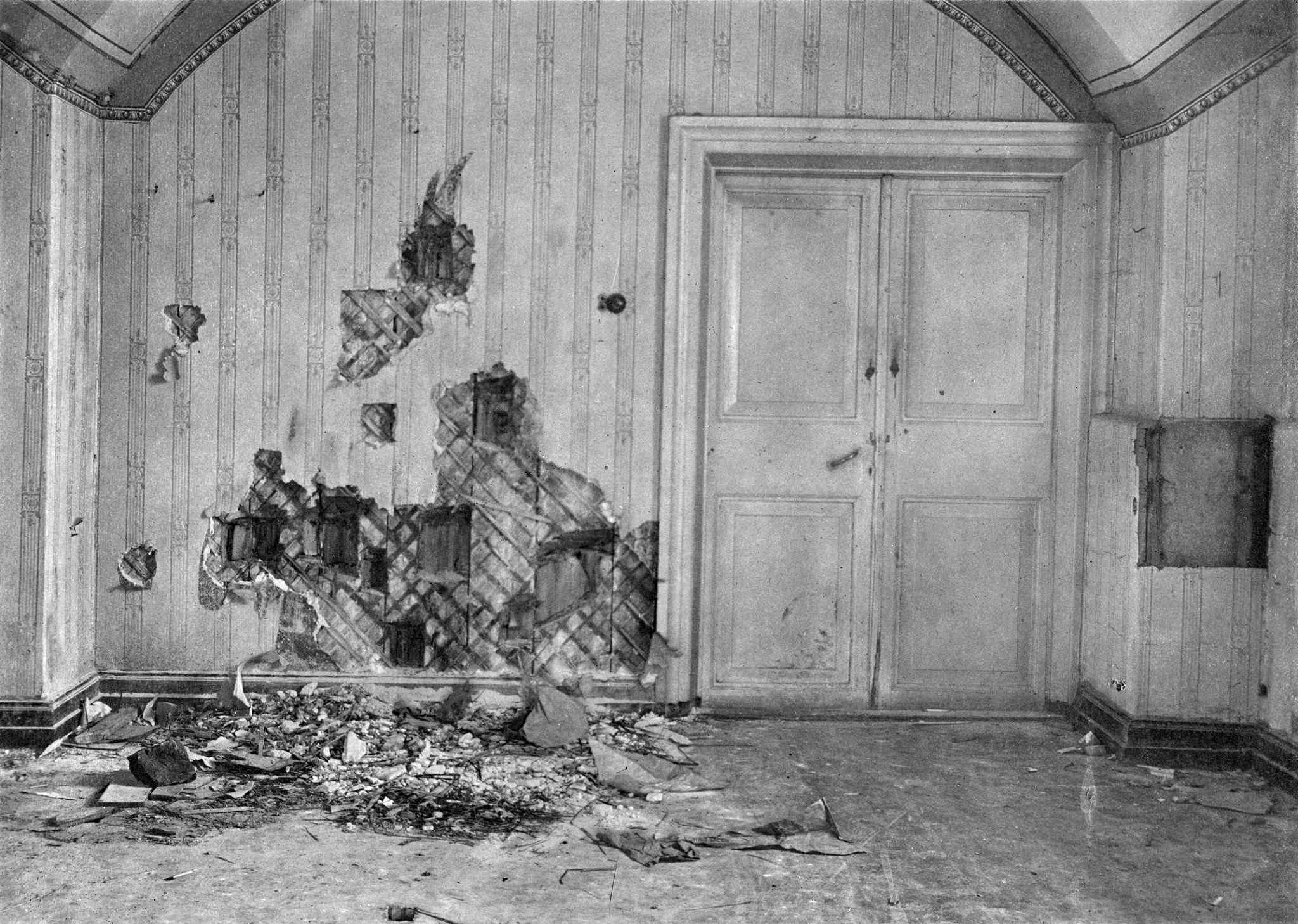
Der Kellerraum, in dem die Zarenfamilie mit ihrem Gefolge ermordet wurde; die Schäden an der Wand entstammen der Suche nach Beweisen durch weiße Ermittler

Jurowski wurde mit der Erschießung der Familie beauftragt. An den Planungen für die Ermordung waren neben Jurowski die Bolschewiki Alexander Beloborodow und Filip Goloschtschokin beteiligt. Nachdem die weißen Armeen Jekaterinburg eingekesselt hatten, war Eile geboten. In der Nacht vom 16. auf den 17. Juli 1918 ging Jurowski zum Leibarzt Botkin und wies ihn an, die restlichen Personen im Ipatjew-Haus zu wecken und ihnen mitzuteilen, dass sie sich in den unteren Teil des Hauses zu begeben hatten. Die Tscheka brachte die Gefangenen in den Keller des Hauses in einen eigens hergerichteten Raum. Den Romanows und ihrer Dienerschaft wurde mitgeteilt, dass sie zu ihrem Schutz in den Keller gebracht würden, da es in dieser Nacht zu Schusswechseln in der Stadt kommen könne. Die Zarin beschwerte sich beim Kommandanten Jurowski über den leeren Raum und bat um zwei Stühle. Jurowski ließ zwei Stühle bringen, auf denen die Zarin und ihr kranker Sohn Alexei Platz nahmen. Die anderen Anwesenden wies Jurowski an, sich in zwei Reihen aufzustellen, angeblich für ein Foto, das Moskau verlange, weil Gerüchte über ihre Flucht aufgetaucht seien. Anschließend führte er das Erschießungskommando herein. Es bestand aus vier russischen Bolschewiki und sieben ungarischen Kriegsgefangenen. Jurowski eröffnete dem Zaren, dass die Regierung ihre Hinrichtung beschlossen habe und sie erschossen werden würden.
Der Zar fragte noch: „Was?“, dann erschoss Jurowski ihn. Alle anderen anwesenden Schützen schossen daraufhin auf die ihnen vorher zugewiesene Person. Um übermäßiges Blutvergießen zu vermeiden, sollte direkt auf das Herz gezielt werden. Alexandra starb auf dem Stuhl sitzend sofort, wenige Sekunden später auch Olga. Botkin, Trupp und Charitonow folgten ebenso schnell. Alexei und drei seiner Schwestern lebten noch und lagen schwer verletzt am Boden. Da die Kugeln, die auf sie abgefeuert wurden, abzuprallen schienen, gingen die Schützen dazu über, die Opfer mit dem Bajonett zu erstechen. Die Bajonette blieben jedoch zum Teil in den Miedern der Mädchen stecken. Die Zarenkinder und die Kammerfrau Anna Demidowa hatten während der Internierung im Alexanderpalast Familienschmuck in die Mieder eingenäht oder Kissen mit wertvollem Inhalt angefertigt. Am Abend der Morde trugen sie diese Mieder, und die Kammerfrau Demidowa versuchte, die Schüsse mit dem Kissen abzuwehren. Daher dauerte es an die zwanzig Minuten, bis auch der Letzte tot war. Nikolais Leiche wurde als erste in ein Laken gelegt und abtransportiert. Zuletzt wurde auch noch Anastasias kleiner King Charles Spaniel Jemmy getötet und entfernt. Der Küchenjunge Leonid Sednew war einige Stunden zuvor aus dem Hause gerufen worden und entging so der Erschießung.

### Spurenbeseitigung

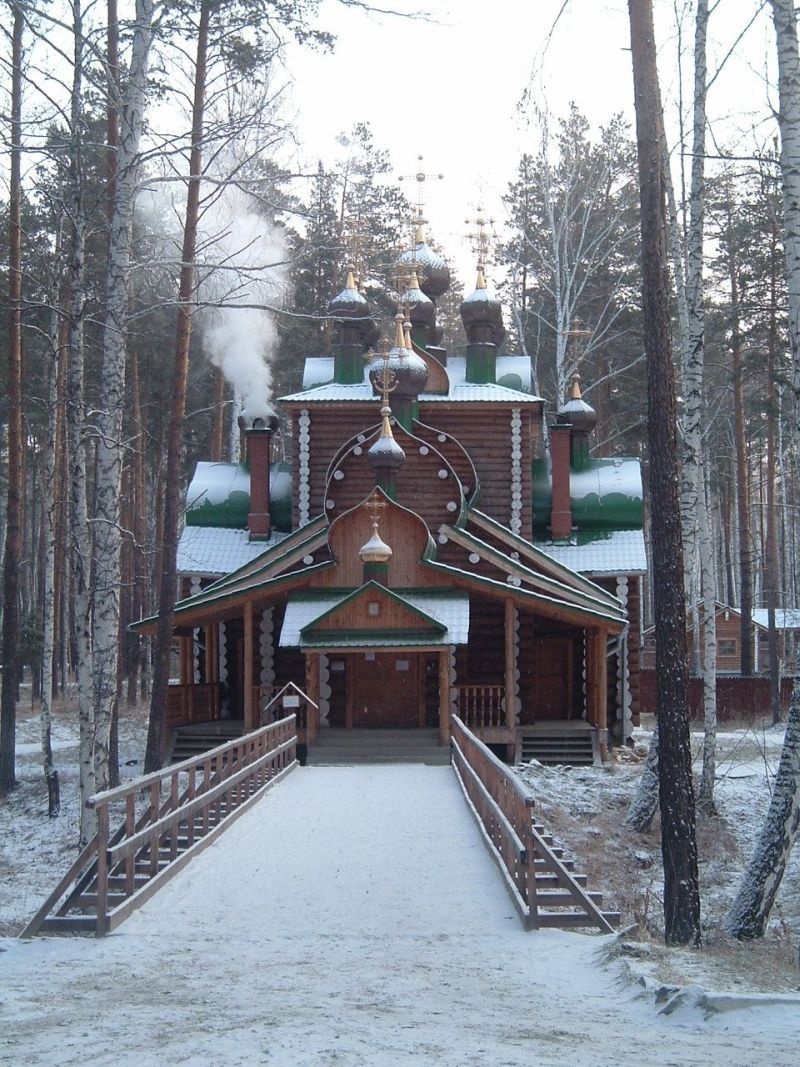
Kirche für Nikolaus II. im Kloster Ganina Jama

Nach dem Mord versuchte Jurowski, die Spuren des Verbrechens zu verwischen. Die sterblichen Überreste wurden zu einem Bergwerksschacht namens Ganina Jama in einem Wald etwa 15 km von Jekaterinburg gebracht. Es gab Gerüchte, dass Anastasia zu diesem Zeitpunkt noch lebte. Die Waldung lag in der Nähe des Dorfes Koptjaki und hatte von den Bewohnern den Namen Vier Brüder bekommen. Die entkleideten Leichen wurden in den Schacht geworfen und die Kleidung verbrannt. Bereits am folgenden Tag jedoch holte man die Leichen wieder heraus. Die Spuren sollten noch gründlicher beseitigt werden, so sollten Alexandra und Alexei verbrannt werden. Anstelle der Zarin wurde jedoch Maria verbrannt. Anschließend wurde eine Grube ausgehoben, in der die restlichen Leichen begraben wurden. Um auch sie unkenntlich zu machen, schüttete man ihnen Schwefelsäure über die Gesichter. Jurowski ließ Baumstämme über die Grabstelle legen und die zugeschüttete Grube mehrere Male mit einem Lkw überfahren. Die letzte Ruhestätte der Zarenfamilie schien, getarnt als Wegbefestigung, für immer verschwunden zu sein.
Am 20. Juli 1918 erschien in einem Extrablatt der Presse die offizielle Mitteilung über die Erschießung Nikolaus Alexandrowitsch Romanows.

„Entsprechend der Verfügung des Rayonsexekutivkomitees des Uraler Arbeiter-, Bauern- und Soldatensowjets wurde der ehemalige Zar und Selbstherrscher Nikolaus Romanow erschossen am 17. Juli 1918. Die Leiche wurde zum Begräbnis freigegeben:
Der Vorsitzende des Exekutivkomitees
Beloborodow
Jekaterinburg, den 20. Juli 1918, 10 Uhr morgens“

Allerdings verschwieg die sowjetische Führung die Erschießung auch der restlichen Familie. Sie behaupteten, Alexandra Fjodorowna und ihre fünf Kinder seien in Sicherheit gebracht worden. Die öffentliche Reaktion auf die Nachricht des Todes Nikolaus II. blieb verhalten, nur in Kreisen der Monarchisten zeigten sich viele schockiert. Das Verschwinden der Familie war zugleich der Nährboden für zahlreiche Gerüchte, die sich schnell verbreiteten. Die Gerüchte nahmen verschiedene Formen an, so wurde unter anderem berichtet, die gesamte Familie sei hingerichtet worden, oder aber, sogar Nikolaus habe überlebt. Die Bolschewiki hielten an ihrer Darstellung fest. Erst die Veröffentlichung des Buches Ermordung der Zarenfamilie durch den Ermittler der Weißen Armee, Nikolai Sokolow, im Jahre 1925 ließ keinen Zweifel mehr an der Ermordung der gesamten Zarenfamilie.

### Sokolows Ermittlungen

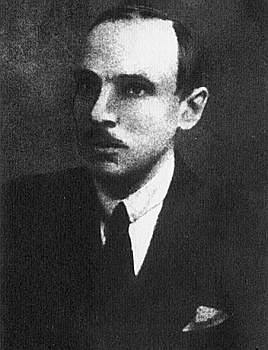
Ermittler Nikolai Sokolow (1882–1924)

Die Stadt Jekaterinburg wurde von den Bolschewiki am 25. Juli 1918 aufgegeben und von den Weißen Truppen unter dem Befehl des tschechoslowakischen Generals Radola Gajda eingenommen. Die Weißen inspizierten sogleich das Ipatjew-Haus, wo sie Spuren der Tat fanden. Die Ural-Regierung setzte ein Ermittlungsverfahren ein, um den Fall Romanow aufzuklären. Die ersten Ermittler Namjotkin und Sergejew begannen ihre Arbeit, wurden jedoch bald von Nikolai Sokolow abgelöst. Sokolow ging mit Akribie an die Arbeit. Die Ermittler durchsuchten Häuser und nahmen verschiedene Personen, unter ihnen Bolschewiki, die nicht mehr aus dem Kessel um Jekaterinburg herausgekommen waren, fest. Einer von ihnen war Pawel Medwedew, Chef der Wachen des Ipatjew-Hauses. Sokolow setzte seine Ermittlungen auch fort, nachdem die Bolschewiki den Ural zurückerobert hatten. Auch im Pariser Exil sammelte er bis zu seinem Tod Beweise und Zeugenaussagen. Sein Buch über die Ermordung der Zarenfamilie erschien Ende 1924 kurz nach seinem Tod. Seinen Indizien für die Hinrichtung der gesamten Familie fehlten allerdings die Leichen als letzter Beweis.
Alexander Awdonin, Geologe aus Jekaterinburg und Geli Rjabow, ein bekannter Filmemacher und Autor, begannen Mitte der 1970er-Jahre, sich mit dem Schicksal der Zarenfamilie auseinanderzusetzen. 1976 reiste Rjabow nach Swerdlowsk (Jekaterinburg). Die beiden begaben sich auf die Suche nach den Gebeinen der Zarenfamilie. In der Sowjetunion unterlag das Wissen über das Schicksal des letzten Zaren strengster Geheimhaltung. Daher fürchteten Awdonin und Rjabow, dass, wenn sie je das Grab kennen würden, der KGB sämtliche der noch erhaltenen Spuren beseitigen würde. Der Abriss des Ipatjew-Hauses auf Befehl Moskaus im Juli 1977, als Boris Jelzin Sekretär des Gebietssowjets war, bestätigte ihre Befürchtungen. Offiziell erklärte das Politbüro das Ipatjew-Haus als „nicht genügend historisch bedeutsam“, nachdem es in den 1970er-Jahren mehr und mehr zu einer Wallfahrtsstätte für russische Monarchisten geworden war.

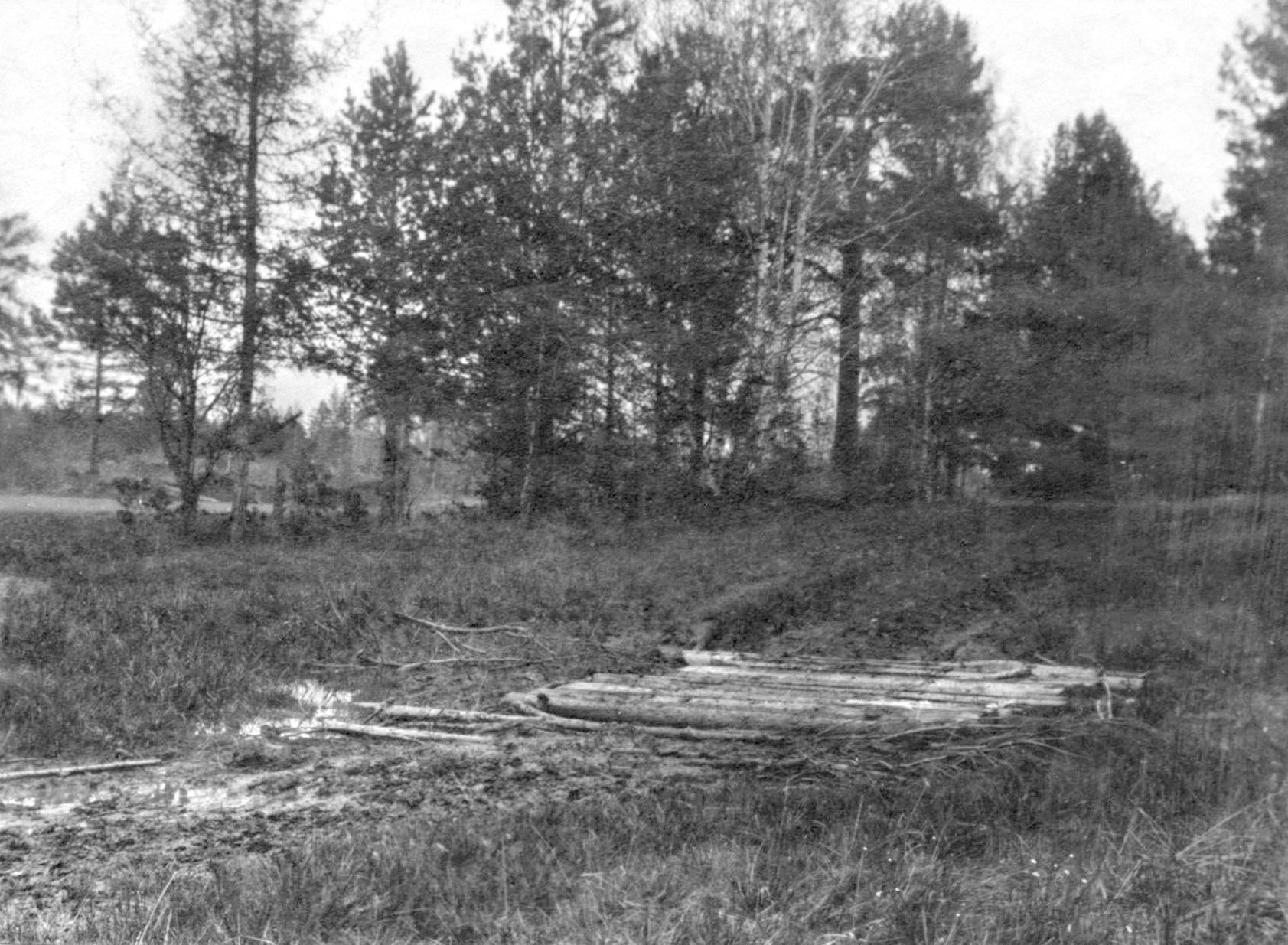
Sokolows Foto

Beim Studium der Quellen, unter anderem Sokolows Buch, wurden Awdonin und Rjabow auf ein im Buch veröffentlichtes Foto aufmerksam. Es zeigt den mit Baumstämmen befestigten Weg zu den Schächten im Wald der Vier Brüder. Awdonin und Rjabow fanden dort im Mai 1979 das Grab der Ermordeten. Dem Grab entnahmen sie drei Schädel für weiterführende Untersuchungen. Dies gestaltete sich in der Sowjetunion allerdings schwierig, und nach einem Jahr legten sie die Schädel wieder in ihr Grab im Wald zurück. 1989, nach den Umwälzungen im Ostblock, veröffentlichte Rjabow seinen Fund, und es dauerte bis zum 12. Juli 1991, kurz vor der endgültigen Auflösung der Sowjetunion, bis die sterblichen Überreste exhumiert wurden. Im Grab befanden sich neun der elf Ermordeten. Mittels DNA-Analyse konnten die geborgenen Leichen 1993 eindeutig identifiziert werden. Zuvor wurden lediglich Alexandra, durch ihre Zahnfüllungen, und Zar Nikolaus, durch die Deformation seiner Hüftknochen als Folge des ständigen Reitens, eindeutig identifiziert. Für die DNA-Analyse wurden von lebenden Verwandten Blutproben genommen. Der nächste lebende Verwandte von Alexandra Fjodorowna war zu diesem Zeitpunkt Prinz Philip Mountbatten, Ehemann von Königin Elisabeth II. von Großbritannien, mit dessen Probe die Zarin sowie deren Töchter identifiziert wurden. Die Vergleichsprobe für den Zaren lieferte Xenia Sfiris, eine Nachfahrin Irina Jussupowas, Tochter Xenia Romanows, Schwester Nikolaus’. Da im Grab zwei Leichen fehlten, die von Alexei und einer seiner Schwestern (Maria oder Anastasia), verstummten die Gerüchte über ein mögliches Überleben eines Familienmitgliedes nicht. 2007 wurden auch die sterblichen Überreste von Alexei und Maria gefunden und 2009 zweifelsfrei identifiziert.

### Folgen und Auswirkungen

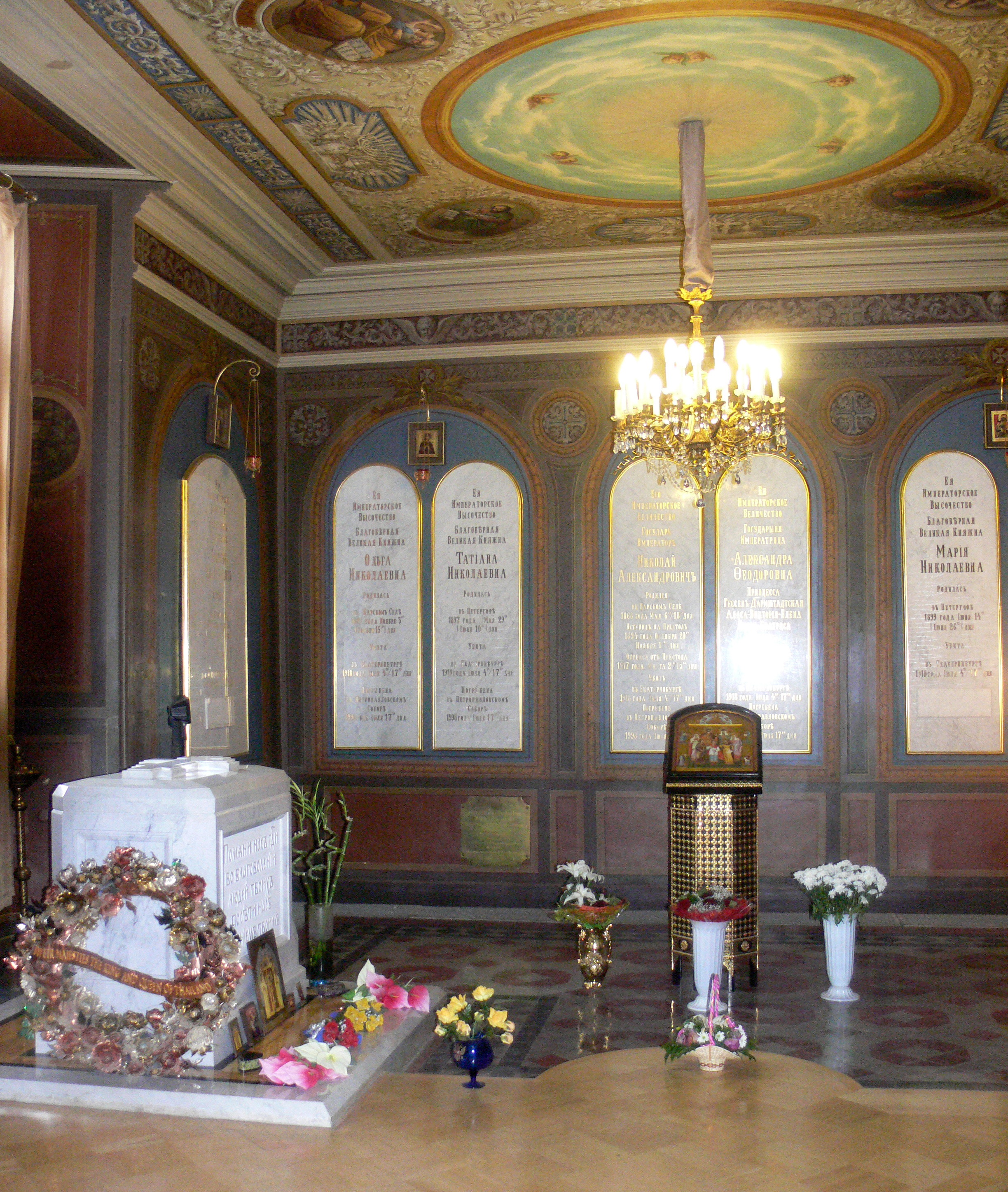
Grab von Nikolaus II. und seiner Familie in der Peter-und-Paul-Kathedrale, Sankt Petersburg

Unter den Anhängern des Zaren, wo antisemitische Verschwörungstheorien, darunter die um die Protokolle der Weisen von Zion, schon seit längerer Zeit sehr populär waren, kursierte bald das Gerücht, hinter den Morden von Jekaterinburg stecke das internationale Judentum, das die Revolution angezettelt habe, um die Weltherrschaft an sich zu reißen. Auch behauptete man, es habe sich um einen jüdischen Ritualmord gehandelt, die Zarenfamilie sei wie bei einer Schächtung ausgeblutet worden. Da sowohl der Mörder Jurowski als auch führende bolschewistische Revolutionäre wie Leo Trotzki, Lew Borissowitsch Kamenew und Grigori Sinowjew Juden waren, identifizierte man umstandslos den Bolschewismus als jüdisch. In der Folge wurden während des Weißen Terrors im Russischen Bürgerkrieg etwa 100.000 Juden ermordet – wie der amerikanische Politologe Daniel Pipes schreibt, „wahrscheinlich die größte an Juden verübte Mordaktion vor dem Holocaust der Nazis“.
Die von Lenin und anderen Bolschewiki gestreuten Desinformationen über das Schicksal der Romanows waren der Beginn zahlreicher Gerüchte und Spekulationen. Es kursierte jede nur erdenkliche Variante über das Schicksal der Romanows. Da während Sokolows Ermittlungen die Leichen noch nicht gefunden waren, und da die Regierung nur die Erschießung Nikolaus II. zugab, konnte auch sein Bericht im Jahre 1925 die Gerüchte nicht verstummen lassen. Später gestand die Regierung den Mord an der gesamten Familie. Wegen der vorhergegangenen Desinformationen schenkten viele der Erklärung allerdings keinen Glauben.
Innerhalb und außerhalb Russlands bemühten sich Menschen um das Erbe der Zarenfamilie. Da die Romanows eines der reichsten Adelshäuser ihrer Zeit waren, tauchten immer wieder Hochstapler auf. Zu den bekanntesten zählten Anna Anderson (1896–1984) und Eugenia Smith (1899–1997), die sich als Anastasia ausgaben, und der polnische Oberst Michał Goleniewski (1922–1993), der sich als Zarewitsch Alexei Romanow ausgab. Keinem gelang der Beweis für seine angebliche Abstammung. Selbst die bekannteste und mysteriöseste unter ihnen, Anna Anderson, wurde mittels DNA-Analyse postum der Lüge überführt.

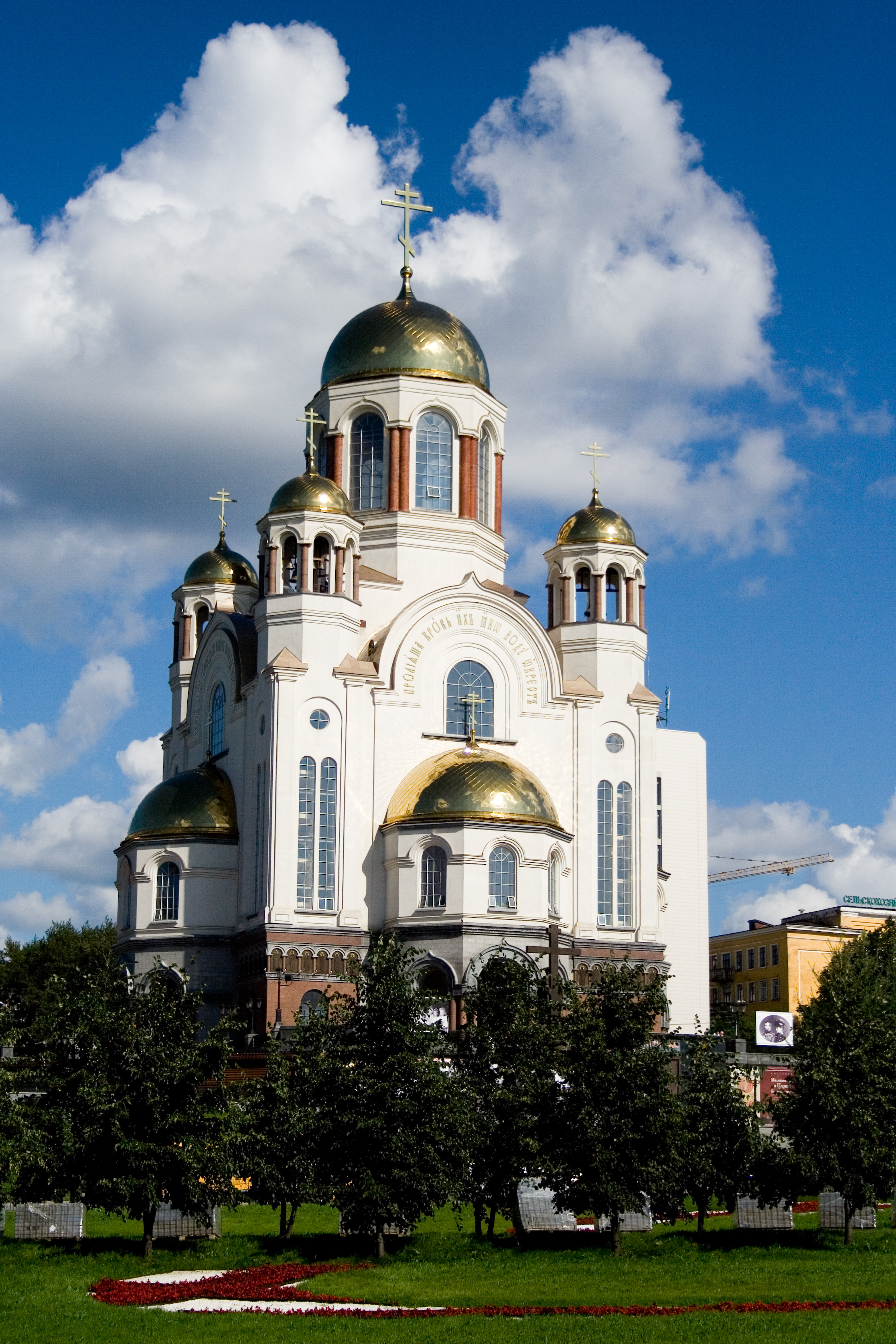
Die 2002/2003 in Jekaterinburg am Platz der Ermordung der Zarenfamilie errichtete „Kathedrale auf dem Blut“

Achtzig Jahre nach der Ermordung des Zaren und seiner Familie wurden die sterblichen Überreste der Zarenfamilie in St. Petersburg in der Peter-und-Paul-Kathedrale beigesetzt. Die Familie wurde aufgrund ihres Martyriums von der orthodoxen Kirche in Russland 2000 heiliggesprochen, die russische Auslandskirche kanonisierte die Familie bereits 1981. Am Platz ihrer Ermordung in Jekaterinburg wurde 2002/2003 die orthodoxe Kathedrale auf dem Blut errichtet.

## Die Romanows in Alapajewsk

### Verbannung der Großfürsten
Nach der Abdankung Nikolaus II. blieben viele der Großfürsten in Russland. Die provisorische Regierung interessierte sich erst nicht weiter für die große Familie der Romanows. Einzig den Zaren stellte die Regierung im Alexanderpalast unter Hausarrest. Schon bald veränderte sich die Lage, der Kornilow-Putsch hatte die junge Regierung erschüttert. Außerdem verspielten die Politiker ihr Vertrauen in der Bevölkerung zunehmend. Daher wurden einige Großfürsten festgenommen und andere unter Beobachtung gestellt. Im Verlauf des Kornilow-Putsches wurde unter anderem Paul (Pawel) Alexandrowitsch zusammen mit seiner Frau, der Fürstin Olga Paley und seinem Sohn Wladimir Paley festgenommen.
Die Machtergreifung der Bolschewiki im Oktober 1917 führte zu weiteren Verschlechterungen für die Großfürsten. Im Frühjahr 1918 mussten einige Großfürsten Petrograd verlassen und sich in die Verbannung begeben. Am 2. April 1918 trafen Sergei Michailowitsch, Wladimir Paley, Iwan Konstantinowitsch sowie dessen Frau Jelena Petrowna, Konstantin Konstantinowitsch und Igor Konstantinowitsch in Wjatka ein. Einige Bedienstete der Großfürsten folgten ihnen freiwillig zum Ural in die Verbannung.
In den nächsten Monaten sollten die Großfürsten mehrfach verlegt werden. Die erste Verlegung beschloss der örtliche Gebietssowjet. Nach nur einem Monat in Wjatka wurden die Verbannten nach Jekaterinburg verlegt. Als Begründung diente wieder die befürchtete Konterrevolution.

### Jelisaweta Fjodorowna

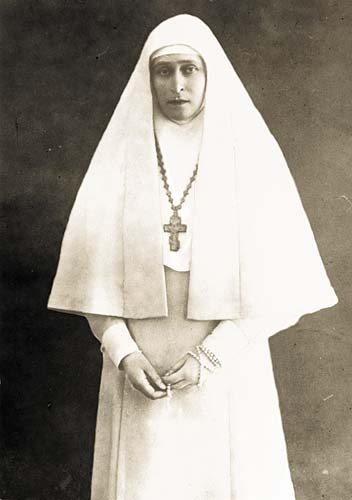
Jelisaweta Fjodorowna

Jelisaweta Fjodorowna, Schwester der Zarin und Witwe von Großfürst Sergei Alexandrowitsch, war wie ihre Schwester eine geborene Prinzessin von Hessen-Darmstadt. Seit dem Tode ihres Mannes lebte sie als Äbtissin des Martha-Maria-Klosters der Barmherzigkeit in Moskau.
Nach dem Sturz des zaristischen Regimes in Russland bemühte sich Kaiser Wilhelm II. um seine Jugendliebe Jelisaweta Fjodorowna. Er bot ihr seine Hilfe an, Russland zu verlassen. Sie lehnte seine Angebote jedoch ab und änderte selbst nach der Oktoberrevolution nicht ihre Meinung. Von den Bolschewiki aus Moskau in den Ural verbannt, wurde auch sie schließlich nach Jekaterinburg verlegt. Dort traf sie am 17. Mai 1918 ein. Der Vorsitzende des Gebietssowjets Alexander Beloborodow internierte sie zusammen mit den anderen Großfürsten. Die Äbtissin wurde von zwei Nonnen ihres Klosters begleitet, die freiwillig die Verbannung auf sich nahmen.

### Zweite Verbannung
Im Mai 1918 befanden sich nahezu alle in den Ural verbannten Romanows in Jekaterinburg. Daher fasste der Vorsitzende des Uraler Gebietssowjets Alexander Beloborodow den Entschluss, einen Teil der Romanows erneut zu verlegen, um ihre Zahl in der Stadt zu verringern.
Großfürst Sergei Michailowitsch sandte ein telegrafisches Beschwerdeschreiben über seine erneute Verlegung direkt an Lenin und Swerdlow und bat aufgrund seines Rheumaleidens um Verlegung nach Wologda oder Wjatka. Der Bitte wurde nicht entsprochen.
Jelisaweta Fjodorowna, Sergei Michailowitsch, Iwan Konstantinowitsch und Jelena Petrowna, Wladimir Paley sowie die Brüder Konstantin und Igor Konstantinowitsch erreichten am 20. Mai 1918 Alapajewsk. Zu Beginn ihres Aufenthalts in Alapajewsk konnten sich die Romanows noch frei bewegen, sie konnten den Gottesdienst besuchen oder in der Stadt spazieren gehen. Die vermeintliche Flucht Michail Alexandrowitschs aus Perm am 12. Juni veränderte die Bedingungen für die Alapajewsker Verbannten. Fortan mussten sie unter Gefängnisregime leben. Die Dienerschaft der Großfürsten wurde angewiesen, Alapajewsk zu verlassen. Gleiches galt für die Gefährtinnen Jelisaweta Fjodorownas. Die serbische Prinzessin Jelena Petrowna war schon abgereist.

### Die Mordnacht des 17. Juli
Die Gefangenen von Alapajewsk wurden einen Tag, nachdem die Zarenfamilie in Jekaterinburg ermordet worden war, ebenfalls ermordet. In der Nacht auf den 18. Juli brachten mehrere Bolschewiki, angeführt von Pjotr Starzew und Grigori Abramow, die inhaftierten Romanows aus der Stadt. Unter dem Vorwand einer erneuten Verlegung schaffte man die Romanows zu einem Bergwerksschacht im nahe gelegenen Wald. Dort stieß man sie lebend in den Schacht und überließ sie ihrem Schicksal. Nur den sich wehrenden Großfürsten Sergei Michailowitsch töteten sie per Kopfschuss. Anschließend warf man Balken und Granaten in den Schacht. Nach drei Tagen verstummten die Letzten, als die Bolschewiki den Schacht zuschütteten.
Neben den sechs Mitgliedern der Romanow-Dynastie Jelisaweta Fjodorowna, Sergei Michailowitsch, den Brüdern Iwan, Igor und Konstantin Konstantinowitsch und Graf Wladimir Paley mussten auch der Diener Fjodor Remes sowie die Nonne Warwara Jakowlewa ihr Leben lassen. Sie waren bis zum Ende bei den Romanows geblieben.

### Ermittlungen
Bei der Ermordung der Großfürsten in Alapajewsk bedienten sich die Bolschewiki der gleichen Methoden, mit denen sie schon die Erschießung Michail Romanows in Perm vertuscht hatten. Angeblich wurden die Romanowfürsten von weißen Banditen aus ihrer Unterkunft entführt. Eine vom Gebietssowjet pro forma eingeleitete Suchaktion blieb natürlich ohne Erfolg. Die Zeitungen griffen den Fall auf und berichteten von der vermeintlichen Entführung. In der Presse wird die Äbtissin Jelisaweta Fjodorowna mit keinem Wort erwähnt. Aus Angst vor deutschen Reaktionen hielten die Sowjets geheim, dass sie sich bei den anderen Großfürsten aufhielt und mit ihnen verschwunden war.

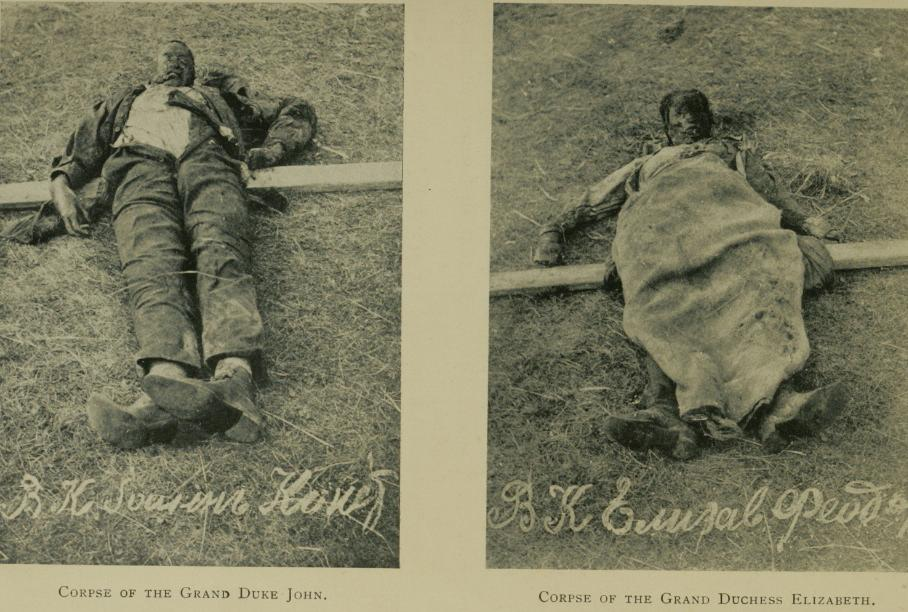
Iwan Konstantinowitsch Romanows und Jelisaweta Fjodorownas Leichname

Nach dem Fall von Jekaterinburg marschierte die Weiße Armee am 28. September 1918 in Alapajewsk ein. Die Ermittler im Mordfall Romanow wussten vom Verschwinden der Alapajewsker Gefangenen, und so nahmen sie wie in Jekaterinburg auch hier die Ermittlungen auf. Einige der beteiligten Bolschewiki konnten festgenommen werden, unter anderem Pjotr Starzew. Erste Zeugenaussagen führten den Ermittlungsführer Sergejew zum Tatort des Verbrechens. Die ersten der acht Leichname holten die Ermittler am 8. Oktober 1918 aus dem Steinkohleschacht.
Die Obduktion der Toten ergab, dass sie lebend in die Tiefe gestürzt worden waren und an den erlittenen Verletzungen verstarben. Nur der Leichnam von Sergei Michailowitsch wies einen Kopfschuss auf. Die Identität der Toten konnte anhand von Ausweispapieren einwandfrei geklärt werden.
Im Februar löste Nikolai Sokolow den Ermittler Sergejew ab und übernahm die Leitung. Er konnte mit Abramow noch einen weiteren Beteiligten festnehmen. Sokolow klärte den Tathergang von Alapajewsk auf. Im Gegensatz zu den Jekaterinburger Ermittlungen wurden seine Beweise hier durch die gefundenen Opfer gestützt.
Die Gebeine der Großfürsten wurden in der Kirche des heiligen Serafim in Peking beigesetzt. Jelisaweta Fjodorowna und ihre Gefährtin Warwara Jakowlewa liegen in der Maria-Magdalena-Kirche von Jerusalem begraben.

### Jelena Petrownas Schicksal
Jelena Petrowna war aus freien Stücken aus Alapajewsk abgereist. Sie wollte nach ihren Kindern sehen, die bei ihrer Schwiegermutter Jelisaweta Mawrikijewna geblieben waren. Außerdem wollte sie, wie Nathalie Brassowa vor ihr, die Freilassung ihres Mannes Iwan Konstantinowitsch erwirken. In Jekaterinburg erfuhr sie von den verschärften Haftbedingungen und wollte zu ihrem Mann zurückkehren. Alexander Beloborodow verweigerte ihr die Reise nach Alapajewsk und nahm sie am 7. Juli 1918 fest.
Die serbische Prinzessin stand unter dem Schutz ihrer ausländischen Staatsbürgerschaft, daher musste die unliebsame Zeugin von den Gefangenen isoliert werden. Jelena Petrowna wurde der Tscheka überstellt und von Jurowski vernommen. Er verlegte sie zusammen mit einigen aus dem Zarengefolge nach Perm. Seit dem 23. Juli war sie im Permer Gefängnis und ab dem 2. Dezember saß sie im Moskauer Kreml ein. Die serbische Prinzessin entwickelte in ihrer Gefangenschaft eine Psychoneurose mit schwerer Depression und kam aufgrund ihres Gesundheitszustandes Mitte Dezember 1918 frei. Dank der intensiven Bemühungen von norwegischer Seite durfte sie nach Norwegen ausreisen. Ihre Schwiegermutter Jelisaweta Mawrikijewna und ihre Kinder Wsewolod und Jekaterina waren bereits nach Norwegen geflüchtet.

## Die Großfürsten in Petrograd
Die Großfürsten, die in Petrograd geblieben waren, konnten unter der Kerenski-Regierung relativ unbehelligt leben. Erst mit der Oktoberrevolution änderte sich ihre Situation. Nachdem der Großfürst Michail Alexandrowitsch Romanow in die Verbannung nach Perm geschickt wurde, mussten auch andere Mitglieder der Romanow-Dynastie Petrograd verlassen. Ihnen drohte die Verbannung nach Wologda. Die Großfürsten Nikolaus Michailowitsch, Dimitri Konstantinowitsch und Paul Alexandrowitsch wurden von der Sowjetregierung aufgefordert, Petrograd zu verlassen. Der Fürstin Olga Paley gelang es durch intensive Bemühungen, ihren schwerkranken Mann Paul Alexandrowitsch vor der Verbannung zu bewahren. Die anderen beiden Großfürsten schickten die Petrograder Sowjets Ende März 1918 nach Wologda.
Im April 1918 traf dort auch Georgi Michailowitsch ein, der in Helsinki am Bahnhof von Rotfinnen festgenommen worden war. In Wologda konnten die Romanowfürsten unter ähnlichen Bedingungen leben wie ihre Verwandten in Wjatka. Zu Beginn ihres Aufenthalts in Wologda standen die Großfürsten brieflich noch in Kontakt mit ihren Verwandten in Wjatka. Die vermeintliche Flucht Michael Alexandrowitschs änderte alles. Die getarnte Erschießung des Zarenbruders Michael nutzten die Bolschewiki zur Verschärfung der Lebensumstände für alle Romanows. Die Großfürsten wurden festgenommen und ins örtliche Gefängnis gebracht. Nach kurzer Zeit überstellte man die Gefangenen der Petrograder Tscheka. Sie wurden in der Peter-und-Paul-Festung inhaftiert.
Die körperliche Verfassung und die Bemühungen Olga Paleys verhinderten die Verbannung Paul Alexandrowitschs nach Wologda, schützten ihn aber nicht vor der Festnahme durch die Petrograder Tscheka im August 1918. Im gleichen Monat wurde auch Gawriil Konstantinowitsch, der aus denselben Gründen wie Paul Alexandrowitsch noch in Petrograd lebte, festgenommen.
Nachdem Gabriel Konstantinowitsch im selben Gefängnis wie sein Onkel inhaftiert worden war, gelang es, ihn vor der Hinrichtung durch die Tscheka zu bewahren. Im Gefängnis verwendete sich der zuständige Arzt Iwan Manuchin für eine Freilassung des schwerkranken Großfürsten, und es ist im Besonderen den Bemühungen Maxim Gorkis zu verdanken, dass Gabriel Romanow freigelassen wurde. Er emigrierte später über Finnland nach Deutschland und war eine der wenigen Quellen, die über das nur wenig bekannte Schicksal der Petrograder Gefangenen berichten konnte.
Gorki verwendete sich ebenfalls für die anderen Großfürsten, insbesondere für den Historiker und Wissenschaftler Nikolaus Michailowitsch. Die Akademie der Wissenschaften Petrograds unterstützte Maxim Gorki in seinen Bemühungen, die Freilassung ihres Ehrenmitgliedes Nikolaus Michailowitschs zu erwirken. Die Befürworter der Freilassung führten die international anerkannten Arbeiten des Historikers und seinen unpolitischen Lebenswandel als Argumente an. Gorki wandte sich direkt an den Rat der Volkskommissare sowie an Lenin persönlich, seiner Bitte nachzugeben. Lenin lehnte die Freilassung ab und antwortete auf ein Schreiben Gorkis mit den Worten:

„Die Revolution braucht keine Historiker.“

Unmittelbar nach der Ermordung von Liebknecht und Luxemburg, der Gründer und Führer der Kommunistischen Partei Deutschlands, am 15. Januar 1919 in Berlin tauschten die Petrograder Tscheka und der Rat der Volkskommissare in Moskau einige Mitteilungen über die als Geiseln in der Peter-und-Paul-Festung festgehaltenen Großfürsten aus. Am Ende wurde beschlossen, alle in Haft befindlichen ehemaligen Großfürsten zu liquidieren und auch Nikolaus Michailowitsch davon nicht auszunehmen.
In der Nacht vom 28. auf den 29. Januar wurden die vier Großfürsten Nikolaus Michailowitsch, Paul Alexandrowitsch, Dimitri Konstantinowitsch und Georg Michailowitsch in der Peter-und-Paul-Festung an die Wand gestellt und erschossen. Als Begründung diente den Bolschewiki der Mord an Liebknecht und Luxemburg.
Die Leichen der drei ersten Großfürsten wurden in ein Massengrab in der Festung geworfen. Die sterblichen Überreste Dimitri Konstantinowitschs wurden jedoch am nächsten Morgen von seinem früheren Adjutanten von Leiming in einem Teppich weggetragen und im Garten eines Privathauses in Petersburg begraben, wo sie sich heute noch befinden. Im Jahr 2011 meldeten russische Archäologen, dass bei Ausgrabungen in der Peter-und-Paul-Festung durch Zufall wahrscheinlich die Gräber der Großfürsten gefunden wurden.
1999 wurden alle vier Großfürsten offiziell rehabilitiert.

## Emigration der Romanows
Nicht alle Mitglieder der Romanow-Dynastie wurden Opfer der Bolschewiki, eine größere Anzahl von ihnen konnte ins Ausland flüchten.

### Flucht von der Krim

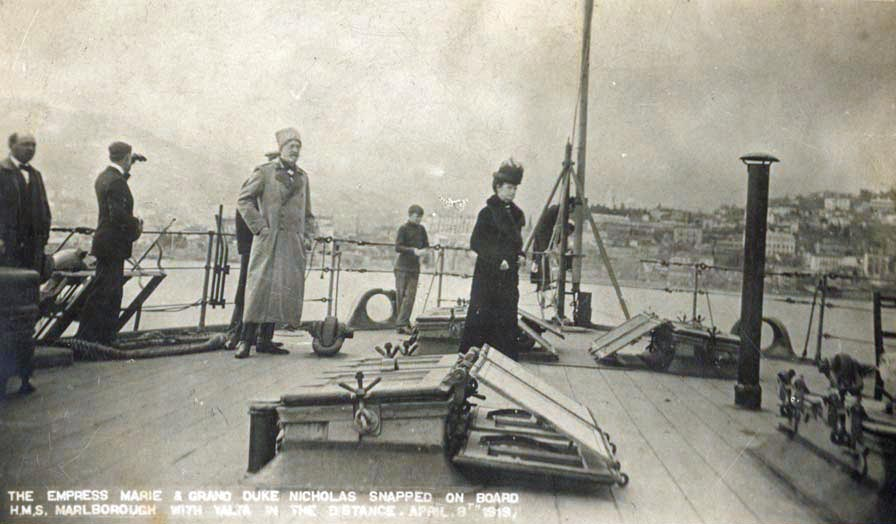
Nikolaus Nikolajewitsch Romanow und Maria Fjodorowna an Bord der HMS Marlborough im Hafen Jaltas

Die größte Gruppe unter den Flüchtlingen bildeten jene, die Russland über die Krim verlassen hatten. Nach der Abdankung Nikolaus II. waren einige der Großfürsten dorthin gegangen, um dem revolutionären Petrograd zu entfliehen. Andere, wie Nikolaus Nikolajewitsch, wurden dorthin verbannt. Sie hatten sich in ihren Sommerpalästen niedergelassen und konnten die erste Zeit nach der Abdankung hier gut überstehen. Die provisorische Regierung stellte sie nach dem Kornilow-Putsch unter Beobachtung, doch erst mit der Machtergreifung der Bolschewiki in den Wirren der Oktoberrevolution wurde die Lage auch für die Romanows auf der Krim gefährlicher. So verhinderte der Matrose Sadoroshny die geplante Erschießung der Krimverbannten im Frühjahr 1918, da ein Befehl Lenins aus Moskau nicht vorlag. Schließlich nahmen die Deutschen die Krim ein, weigerten sich jedoch, die Großfürsten ausreisen zu lassen. Erst im April 1919 verließen die Großfürsten die Krim auf einem britischen Marineschiff. Die britische Königin Alexandra hatte ein Schiff für ihre Schwester, die Mutter des letzten Zaren, Maria Fjodorowna, geschickt. Diese weigerte sich aber, an Bord zu gehen, wenn nicht sämtliche Romanows, die sich hier aufhielten, mitgenommen würden. So verließen die Krimverbannten auf dem Schlachtschiff HMS Marlborough ihre russische Heimat und gingen in die Emigration. Mit Maria Fjodorowna verließen ihre beiden Töchter Xenija und Olga mit ihren Familien Russland. Ebenfalls auf der Krim befanden sich die Familien der Brüder Nikolaus und Peter Nikolajewitsch.

### Andere Fluchtwege
Die Familie der verwitweten Maria Pawlowna ereilte die Revolution in Kislowodsk im Kaukasus. Sie verließen Russland mit ihren beiden jüngeren Söhnen Boris und Andrei Wladimirowitsch sowie deren Geliebten. Ihr ältester Sohn Kyrill Wladimirowitsch emigrierte mit seiner Frau Viktoria Fjodorowna und seinen beiden Töchtern Maria und Kira über eine nördliche Route nach Finnland. Bereits im Juni 1917 stellte Kyrill einen Antrag auf Ausreise bei der provisorischen Regierung, dem entsprochen wurde.
Dmitri Pawlowitsch gelang ebenso die Flucht aus Russland; er emigrierte nach Paris. Dmitri befand sich zur Zeit der Revolution als einer der Mörder Rasputins in der Verbannung an der Persischen Grenze. Es gelang ihm in den Monaten nach der Revolution die Flucht nach Teheran in Persien, ehe er in die Emigration nach Frankreich ging.

## Endgültige Klärung des Schicksals der Zarenfamilie
Am 24. August 2007 gab ein russisches Archäologenteam an, bereits im Sommer die sterblichen Überreste des Zarensohns Alexei und seiner Schwester Maria gefunden zu haben. Laut Berichten stimmt die Fundstelle der Gebeine mit einem bisher geheimen Bericht des Mordkommandos der Zarenfamilie überein. Am 16. Juli 2008 gab das Gerichtsmedizinische Institut Innsbruck die Ergebnisse der DNA-Untersuchungen bekannt. Demnach stammten die im Sommer 2007 gefundenen sterblichen Überreste zweifelsfrei von Alexei und seiner Schwester Maria. Um Fehler bei der Identifizierung auszuschließen, wurden die DNA-Analysen von der russischen Staatsanwaltschaft an drei unabhängige Laboratorien vergeben, eines in Russland, ein dem amerikanischen Verteidigungsministerium der Vereinigten Staaten angehörendes und eines in Innsbruck. Damit konnte 90 Jahre nach der Ermordung der Zarenfamilie deren Schicksal endgültig geklärt werden.
Allerdings wies Walther Parson aus der Gerichtsmedizin in Innsbruck am 16. Juli 2008 darauf hin, dass nur die DNA-Analyse des Zarensohnes Alexei eindeutig war. Das vorhandene Genmaterial konnte nicht eindeutig der Großfürstin Maria zugeordnet werden. Die DNA hätte zu allen Zarentöchtern passen können. So wurde zwar die Akte geschlossen, doch die Zweifel blieben. Parson meinte, dass dem Labor zu wenig Genmaterial zur Verfügung stand. Außerdem standen die DNA-Untersuchungen unter enormem Zeitdruck.

## Rehabilitierung der Zarenfamilie
Der russische Oberste Gerichtshof erklärte im Jahr 2008 Zar Nikolaus II. zu einem Opfer der kommunistischen Ära. Das Gericht habe entschieden, dass der Zar und seine Familie „grundlos unterdrückt“ wurden und rehabilitiert werden sollen, sagte Gerichtssprecher Pawel Odinzow: „Die Entscheidung ist endgültig.“ Mehr als 90 Jahre nach seiner Ermordung wurden der letzte russische Zar sowie die Zarenfamilie Romanow somit formell als Opfer politischer Gewalt anerkannt, wie Odinzow bestätigte. Damit wurde den mehrfach abgewiesenen Anträgen der Hinterbliebenen stattgegeben.
Dieses Urteil hebt die Entscheidung der russischen Generalstaatsanwaltschaft auf, die eine Rehabilitierung abgelehnt hatte. Das Argument: Es habe keinen Prozess gegen die Zarenfamilie gegeben. Vielmehr seien die monatelange Haft und die Erschießung von sowjetischen Machtorganen sanktionierte Willkürmaßnahmen gewesen.
Bislang wurde die Bluttat von den Behörden als gewöhnlicher Mord eingestuft, nicht als Akt politischer Gewalt. Dies habe nicht im Einklang mit dem russischen Gesetz gestanden, erklärte der Anwalt der Hinterbliebenen, German Lukjanow, nach der Urteilsverkündung. Er schloss damit entschieden aus, dass es sich bei der Rehabilitation um eine rein politische Entscheidung gehandelt habe.
Die Russisch-Orthodoxe Kirche hatte sich lange dafür eingesetzt, die Zarenfamilie als Opfer politischer Repressionen anzuerkennen. Nach dem Urteil sagte ein Sprecher des Moskauer Patriarchats: „Diese Entscheidung kann man nur begrüßen.“